# Paraguai
Paraguai (pronunciado em português europeu: [pɐɾɐˈgwaj]; pronunciado em português brasileiro: [paɾaˈgwaj]; em castelhano:  Paraguay, pronunciado: [paɾaˈɣwaj]; em guarani:  Paraguái), oficialmente República do Paraguai (em castelhano: República del Paraguay; em guarani: Tavakuairetã Paraguái), é um país do centro da América do Sul, limitado a norte e oeste pela Bolívia, a nordeste e leste pelo Brasil e a sul e oeste pela Argentina. Possui uma área de 406 752 quilômetros quadrados, um pouco maior que o estado brasileiro de Mato Grosso do Sul. Segundo o último Censo em 2022, a população paraguaia foi de 6,1 milhões de habitantes, a maioria dos quais estão concentrados na região sudeste do país. Ao lado da Bolívia, o Paraguai é um dos dois países da América do Sul que não possuem uma saída para o mar.
O Paraguai está localizado no centro-sul da América do Sul. A topografia da área do leste do país é extensamente plana. O principal produto de exportação cultivado nessa região é a soja. No oeste, a principal atividade econômica do cerrado do Grande Chaco é a pecuária. O rio Paraguai divide o país entre o norte e o sul. O próprio rio é a mais importante rota comercial de transporte num país que não tem saída para o mar. São parte integrante da população do Paraguai uma grande quantidade de brasileiros, os brasiguaios. Os brasiguaios abrangem uma área muito grande próximo à fronteira com o Brasil. Essa área ocupada pelos brasiguaios é uma fonte de preocupação para os demais habitantes da região.
A capital e maior cidade é Assunção, cuja região metropolitana é o lar de cerca de um terço da população do país. Em contraste com a maioria das nações latino-americanas, a cultura e a língua nativa do país — o guarani — permaneceram altamente influentes na sociedade. Em cada censo, os residentes predominantemente identificam-se como mestiços, refletindo anos de miscigenação entre os diferentes grupos étnicos do país. O guarani é reconhecido como língua oficial, junto com o espanhol, e ambos os idiomas são falados pela população. Os nativos guaranis viviam no atual território paraguaio por pelo menos um milênio antes dos espanhóis conquistarem o território no século XVI. Os colonizadores espanhóis e missões jesuíticas introduziram o cristianismo e a cultura espanhola para a colônia. O Paraguai estava na periferia do Império Espanhol, com poucos centros urbanos e uma população escassa.
Após a independência da Espanha em 1811, o Paraguai foi governado por uma série de ditadores que implementaram políticas isolacionistas e protecionistas. Este desenvolvimento foi truncado pela desastrosa Guerra do Paraguai (1864–1870), na qual o país perdeu entre 60 e 70% da sua população, por conta da guerra e de doenças, e foi forçado a ceder cerca de 140 000 quilômetros quadrados do seu território para a Argentina e o Brasil. No século XX, o Paraguai sofreu uma sucessão de governos autoritários, culminando no regime de Alfredo Stroessner, que liderou a mais longa ditadura militar da América do Sul, de 1954 a 1989. Ele foi derrubado durante um golpe militar interno e eleições multipartidárias livres foram organizadas e realizadas pela primeira vez em 1993. Um ano depois, o Paraguai se juntou a Argentina, Brasil e Uruguai para fundar o Mercosul, uma colaboração econômica e política regional. O Paraguai era um dos países mais pobres e isolados da região, embora desde a virada do século XXI tenha experimentado um rápido crescimento econômico. Em 2010, sua economia cresceu 14,5 por cento, a maior expansão econômica da América Latina e a terceira mais rápido do mundo (depois de Qatar e Singapura). Em 2011, o crescimento econômico desacelerou para 6,4%, mas manteve-se superior à média global. No entanto, a desigualdade de renda e o subdesenvolvimento permanecem, assim como a dependência econômica do setor primário.

## Etimologia
O topônimo Paraguay tem origem relativamente incerta; sabe-se que provém do guarani e que teria sido dado inicialmente ao rio, porém não há uma etimologia fidedigna de seu significado no idioma. As alternativas prováveis são "águas do mar" (de pará, "mar", guá, que denota origem, e ý, "água", significando "água que vem do mar", onde "mar" provavelmente se refere ao Pantanal) ou uma modificação de payagua-í ("água" ou "rio dos paiaguás").
Em guarani, costuma-se escrever o nome como Paraguái, e usa-se, ocasionalmente, a forma Paragua-y para se referir à cidade de Assunção. Em tupi, o vocábulo teria origem no termo Paragoáy (de paragoá, "papagaio" e ý, "rio"), com o significado de "rio do papagaio". Eduardo de Almeida Navarro defende que o nome do país e do rio provém da língua guarani antiga, significando "rio dos paraguás" pela junção de paragûá (paraguá, uma variedade de psitacídeo) e 'y (rio).

## História

### Era Pré-Colombiana

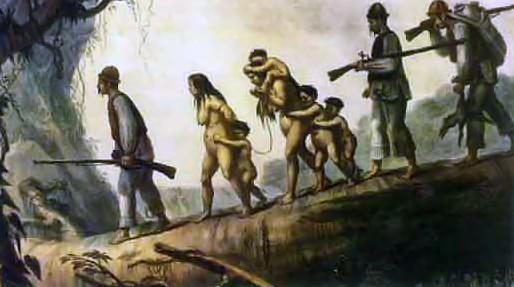
Família guarani capturada por caçadores de índios, tela de Jean Baptiste Debret de 1830

Os vestígios mais antigos de presença humana no Paraguai são datados de oito mil anos atrás.
Quando da chegada dos espanhóis ao atual território paraguaio, o Paraguai Oriental, ou seja, a área do seu território entre os rios Paraná e Paraguai, que é uma zona de floresta subtropical úmida, era habitada predominantemente por povos agricultores guaranis (destacando-se os caiuás, mbiás e avá-guarani) ou afiliados aos guaranis, enquanto que o Paraguai Ocidental, dominado pelo Chaco, uma planície com características de Pampas e Llanos, era habitado por grupos de caçadores-coletores.

### Período Colonial
Os primeiros europeus chegaram ao Paraguai no início da colonização espanhola da América. Um náufrago da expedição de Juan Díaz de Solís, o português Aleixo Garcia, que partiu do litoral do atual estado brasileiro de Santa Catarina em 1524, e o veneziano Sebastião Caboto, que subiu o Rio Paraná em 1526, foram os primeiros europeus a chegarem ao interior da Bacia do Prata, o que inclui o atual Paraguai, mas coube ao espanhol Domingo Martínez de Irala a primazia dos primeiros núcleos coloniais (1536–1556). Irala lançou os fundamentos do Paraguai e sua política de colonização consistiu na delimitação das fronteiras com a América Portuguesa através da construção de uma linha de fortes contra a expansão portuguesa, na fundação de vilas e na intensa miscigenação de espanhóis com guaranis, base da formação da população do país. Irala teve várias esposas indígenas e com elas vários filhos e, com isso, é antepassado de grande parte dos paraguaios.
A cidade de Assunção, fundada em 15 de agosto de 1537 por Juan de Salazar y Espinosa, espanhol que veio para a América do Sul na mesma expedição de Irala, logo se tornou o centro de uma província nas colônias espanholas na América do Sul, conhecida como "Província Gigante de Indias". De Assunção partiram exploradores que fundaram mais de 70 cidades no interior da América do Sul, como a boliviana Santa Cruz de la Sierra (1561) e as argentinas Córdoba (1573), Santa Fé (1573) e Corrientes (1588), além dos que fizeram a segunda e definitiva fundação da cidade Buenos Aires (1580). Além disso, a atual capital paraguaia era ponto de parada dos navios que transportavam a prata vinda da Bolívia e do Peru até o porto de Sevilha, na Espanha.

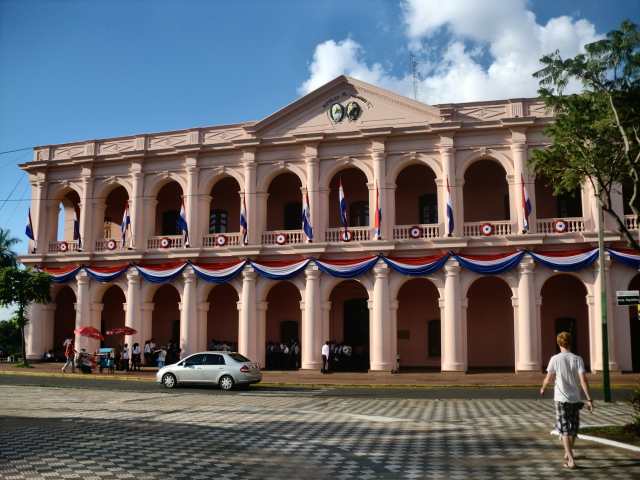
Cabildo colonial de Assunção (1537–1811)

Em 1604, durante o governo de Hernandarias de Saavedra, os primeiros jesuítas chegaram ao Paraguai e muitos outros vieram em seguida. Esses padres criaram aldeias conhecidas como "missões" ou "reduções", nas quais os indígenas eram catequisados e protegidos contra caçadores de escravos. Inicialmente instaladas na região do Guayrá (atual estado brasileiro do Paraná) e expandindo-se rapidamente para o sudoeste, estabelecendo-se nos arredores do Rio Tebicuary, as missões tinham certa autonomia em relação ao governo sediado em Assunção, o que incomodou muitos colonizadores. Até a expulsão dos jesuítas, em 1767, estima-se que entre 200 e 250 mil indígenas viveram nas 32 reduções na região, as quais sofriam constantes ataques de bandeirantes e caçadores de escravos espanhóis, com o objetivo de escravizar os indígenas.
Sobre a economia e organização colonial paraguaia, Mendes Júnior e Maranhão afirmam:
…o Paraguai não chegou a formar grandes latifúndios exportadores, em mãos de uma camada poderosa de proprietários rurais, como aconteceu em muitos países latino-americanos. (…) Os camponeses livres, na sua maioria mestiços, haviam sido, no início do século XVIII, os protagonistas das grandes rebeliões "comuneras" contra os jesuítas e as autoridades espanholas ligadas a eles.
Em 1617, ainda no governo de Hernandarias de Saavedra, a Província Gigante de Indias foi dividida em duas governadorias: a do Paraguai e a de Buenos Aires. Dessa forma, o Paraguai perdeu a zona marítima do estuário do Rio da Prata, ficando isolado no interior do continente. Posteriormente, o último acesso paraguaio ao mar foi perdido e pertencia às terras do território de Mbiazá ou Yviazá (ou La Vera), que correspondia ao atual estado brasileiro de Santa Catarina, território no qual se encontrava o porto de San Francisco de Mbiazá, fundado em 1538.
Após as revoluções comuneras no início do século XVIII, a Coroa Espanhola impôs sanções ao Paraguai, enfraquecendo a sua economia. Em 1767, os jesuítas foram expulsos do Império Espanhol, o que diminuiu a importância econômica do país. Em 1776, foi criado o Vice-Reino do Rio da Prata, sediado em Buenos Aires, englobando o atual território paraguaio.

### Independência e décadas posteriores

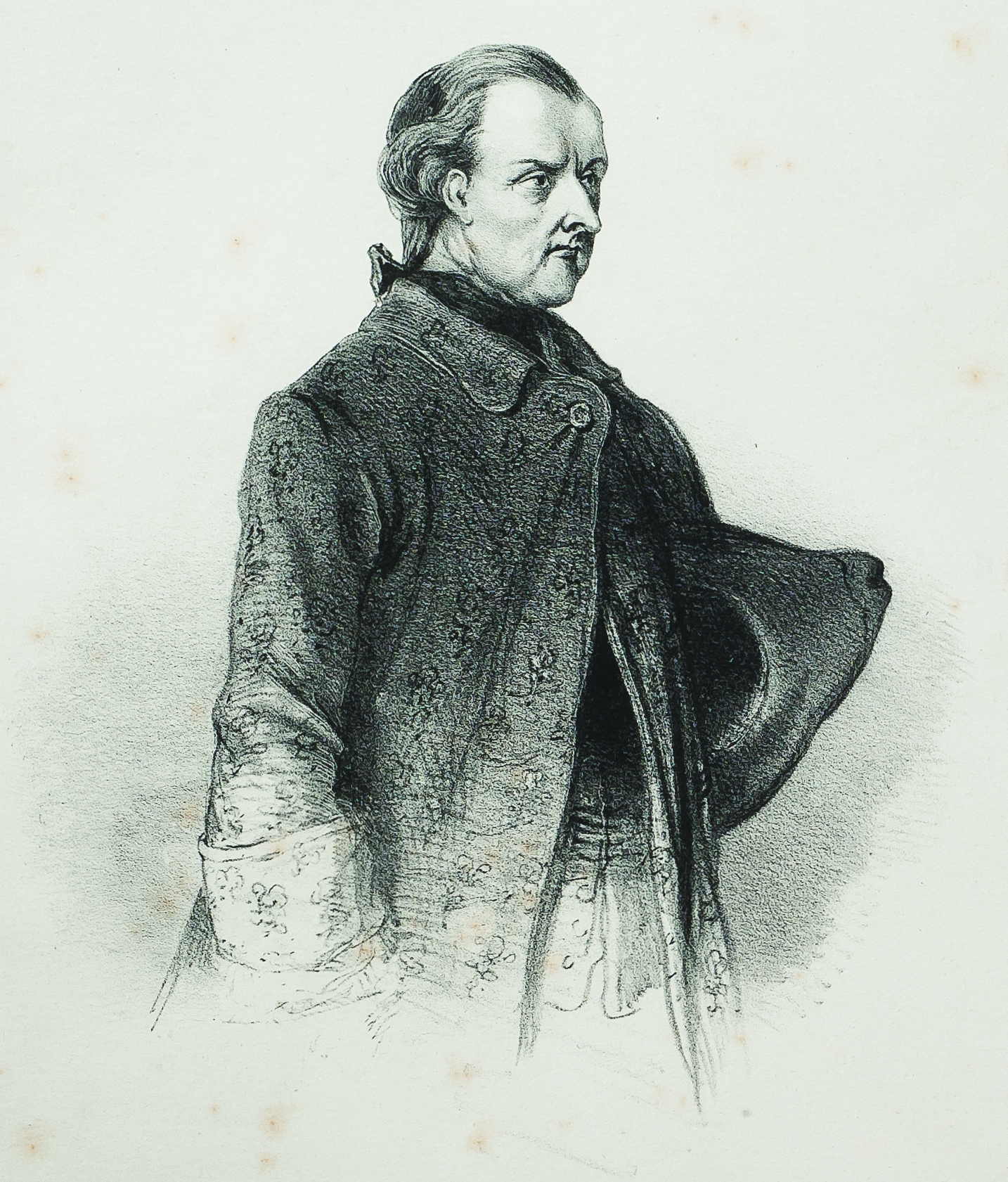
Litografia de Rodríguez de Francia

Em 15 de maio de 1811, o Paraguai declarou a sua independência da Espanha, de modo totalmente pacífico. O Dr. José Gaspar Rodríguez de Francia, mais conhecido como o "Dr. Francia", ou "O Supremo", assumiu a liderança do país, governando-o até sua morte, em 1840. Durante seu governo, o Dr. Francia isolou o Paraguai do resto do mundo, não mantendo relações com nenhum país e proibindo a emigração e a imigração.
Ele reprimiu a oposição ao regime e utilizou a política isolacionista como meio de deter as ambições expansionistas do Brasil e da Argentina e a penetração estrangeira. A fim de evitar a necessidade de comércio exterior, o ditador estimulou a autossuficiência agrícola, mediante a introdução de novas culturas e desenvolveu as manufaturas. Essa política isolacionista contribuiu para preservar o caráter homogêneo do povo paraguaio e seu espírito de independência.
Sobre este caudilho, afirmam Antônio Mendes Junior e Ricardo Maranhão:
As imensas terras dos jesuítas, que após sua expulsão, em meados do século XVIII, haviam passado para as mãos do Estado espanhol, foram arrendadas por baixo preço a camponeses livres. (…) "El Supremo" apoiou-se exclusivamente nos camponeses mestiços e índios. (…) preocupou-se muito com a educação primária dos mestiços: defensor do ensino obrigatório e gratuito, atacou o analfabetismo; ao morrer, em 1840, não existia um só analfabeto no Paraguai, caso único em toda a América Latina.

### Os López e a Guerra do Paraguai(1864–1870)

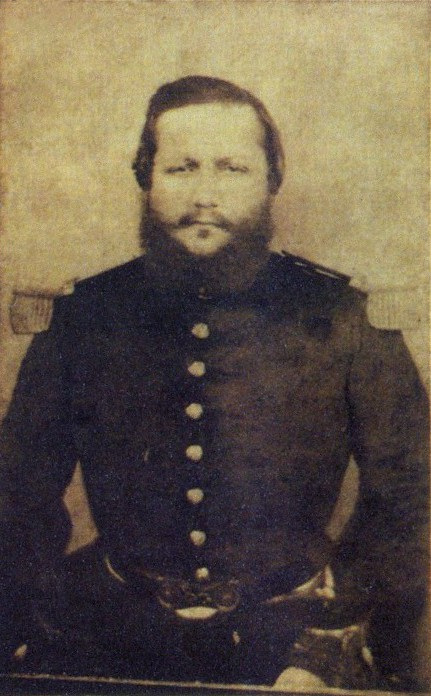
O ditador paraguaio Francisco Solano López (1862–1870), que iniciou a Guerra do Paraguai

Com a morte de Francia, assumiu a presidência o seu sobrinho, Carlos Antonio López (1840–1862), que acabou com o isolamento do país, expandiu o comércio externo e transformou o Paraguai em um dos países mais desenvolvidos da região, por meio da industrialização e do envio dos melhores estudantes para estudar em universidades europeias. Durante seu governo, o Brasil e a Argentina reconheceram a independência paraguaia.
No entanto, durante o governo de Carlos Antonio, aumentavam as tensões entre o Paraguai e o Brasil e Argentina. O ditador argentino Juan Manuel Rosas ergueu obstáculos ao comércio exterior paraguaio, mediante bloqueio econômico, enquanto reavivavam-se disputas fronteiriças. Consciente do perigo, López tratou de fortalecer o exército, que seu filho, Francisco Solano López (1862–1870), teria amplas oportunidades de usar. Treinado por oficiais alemães e equipado com armas europeias modernas, o exército paraguaio tornou-se uma força formidável empregada numa aventura expansionista.
Em 12 de outubro de 1864, apesar dos ultimatos paraguaios, o Império do Brasil (ao lado do governo argentino sob a liderança do general Bartolomé Mitre e dos rebeldes colorados uruguaios liderados pelo general Venancio Flores) invadiu o Uruguai para derrubar o governo da época (que estava sob o governo do Partido Blanco, um aliado de Solano), iniciando, assim, a Guerra do Paraguai.
Os paraguaios, liderados por Solano López, revidaram atacando a província brasileira do Mato Grosso em 15 de dezembro de 1864 e depois declararam guerra à Argentina em 23 de março de 1865. No Uruguai, o governo Blanco foi derrubado e substituído por um governo Colorado, liderado pelo general Venâncio Flores, em 22 de fevereiro de 1865 e, posteriormente, Argentina, Brasil e Uruguai assinaram o Tratado da Tríplice Aliança contra o Paraguai, em 1 de maio de 1865.
Os paraguaios resistiram ferozmente, mas acabaram sendo derrotados em 1870 na Batalha de Cerro Corá, na qual Solano foi morto, recusando-se a se render. As causas desta guerra, que continua sendo o conflito internacional mais sangrento da história das Américas, ainda são altamente debatidas.

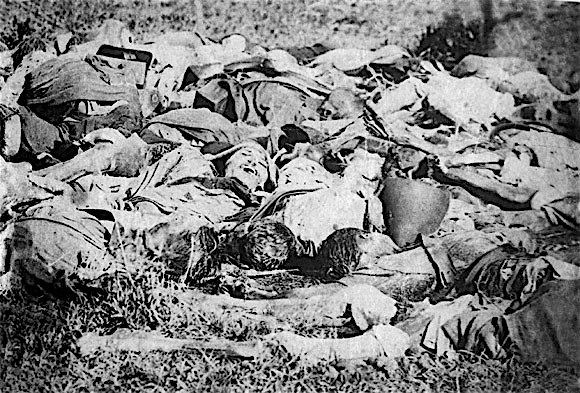
Paraguaios mortos após a Batalha do Boqueirão, 1866

O Paraguai perdeu entre 25 e 33% de seu território para a Argentina e o Brasil, foi forçado a pagar uma enorme dívida de guerra e a vender grandes quantidades de propriedades nacionais para restaurar seu orçamento interno. Mas a pior consequência da guerra foi a perda catastrófica de população. Pelo menos 50% dos paraguaios morreram durante o conflito, números que demoraram muitas décadas para o país voltar. Sobre o desastre sofrido pelos paraguaios com o desfecho da guerra, William D. Rubinstein escreveu:
"A estimativa normal é que de uma população paraguaia de algo entre 450 mil e 900 mil, apenas 220 mil sobreviveram à guerra, dos quais apenas 28 mil eram homens adultos."
Durante a pilhagem de Assunção em 1869, o Exército Imperial Brasileiro empacotou e transportou o Arquivo Nacional do Paraguai para o Rio de Janeiro. Os registros da guerra do Brasil permaneceram confidenciais.

### Últimas décadas do século XIX e primeira metade do século XX
Em 1887, fundaram-se os dois principais partidos políticos do Paraguai: o Partido Liberal (atual PLRA - Partido Liberal Radical Autêntico) e o Partido Colorado.
Em 1904, estourou uma revolução liberal contra o domínio dos colorados. O governo liberal iniciou um período de grande instabilidade política: entre 1904 e 1954, o Paraguai teve 31 presidentes, a maioria dos quais foi destituída à força. Os conflitos entre as facções do partido Liberal no poder levaram à Guerra Civil Paraguaia de 1922.

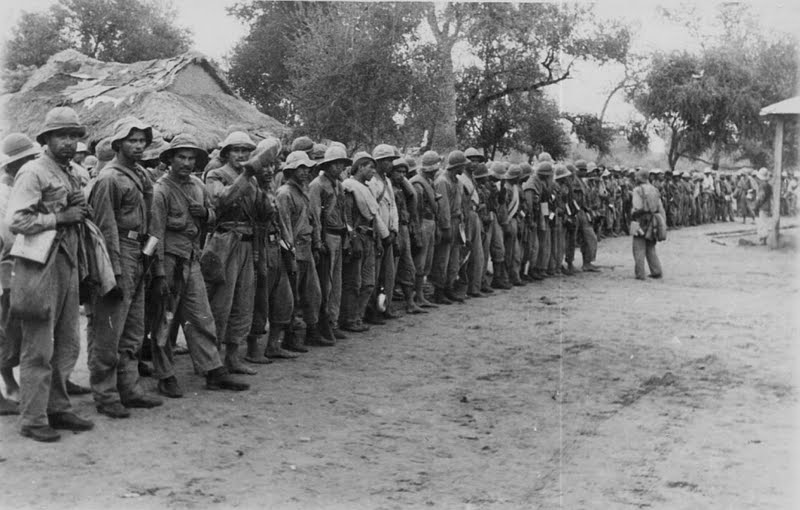
Tropas paraguaias em Alihuatá durante a Guerra do Chaco

A disputa da região do Chaco com a Bolívia, por suspeitas de existência de petróleo na região, levou à Guerra do Chaco (1932–1935). Após milhares de mortes, o Paraguai venceu, mesmo com um exército menor, e ficou com a maioria das terras da região disputada.
Em fevereiro de 1936, ocorreu a Revolução Febrerista e o coronel Rafael Franco assumiu a presidência, na qual permaneceu por 18 meses. Os revolucionários febreristas lançaram o projeto de reforma agrária e implementaram direitos trabalhistas. No entanto, uma contrarrevolução liberal tirou Franco e os revolucionários do poder.
Entre 1940 e 1948, o General Higinio Morínigo governou o país e a insatisfação com seu governo resultou na guerra civil paraguaia de 1947. Com a queda de Morínigo, iniciou-se o domínio ininterrupto do Partido Colorado na política paraguaia, que duraria 60 anos.
Em 1949, após uma sucessão de presidentes provisórios de curtos mandatos, tomou posse Federico Chaves. Com uma economia deteriorada, aumento cada vez maior da inflação e a agropecuária estagnada, seu governo foi forçado a importar alimentos, para evitar uma crise famélica.
Em meio à grave crise econômica e instabilidade política, ocorre um golpe de Estado em 3 de maio de 1954, apoiado pelos Estados Unidos e liderado pelo General Alfredo Stroessner. Tomás Romero Pereira assumiu interinamente a presidência, até a escolha do mandatário definitivo.

### Era Stroessner (1954–1989)

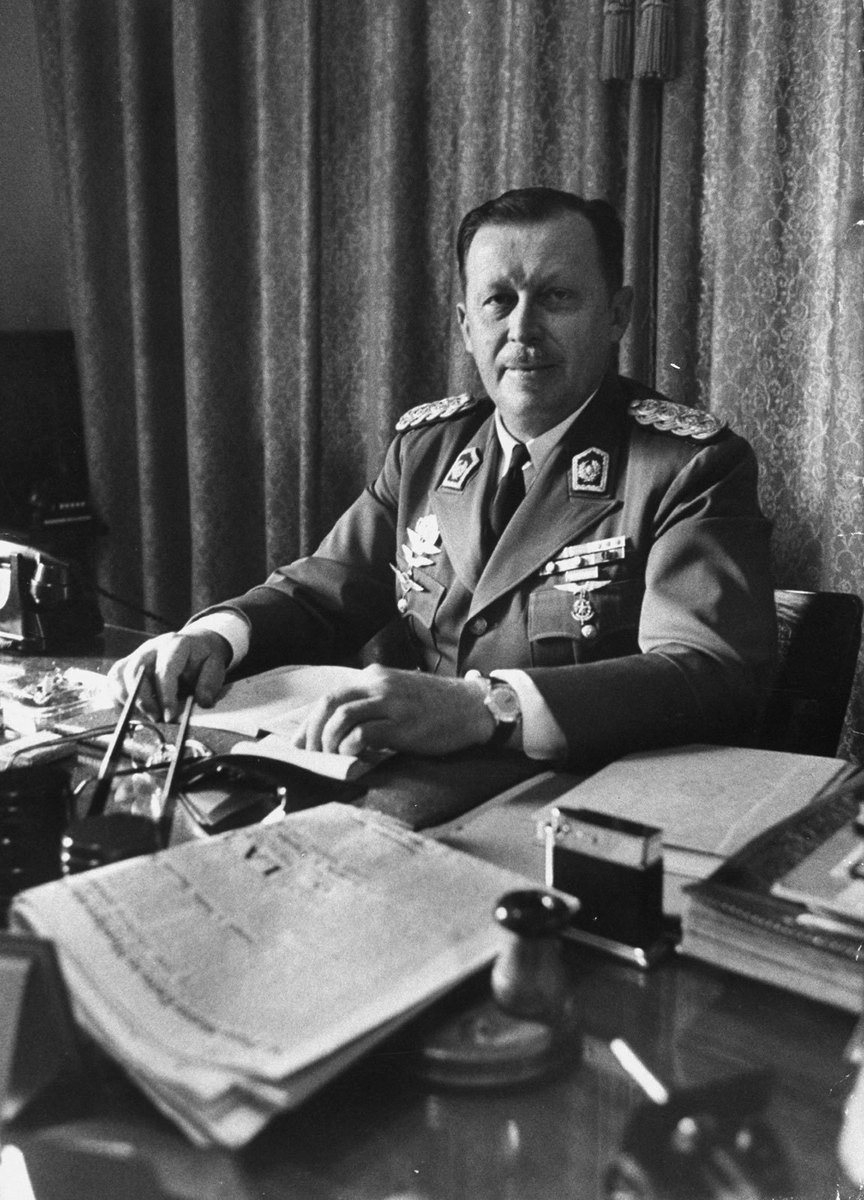
O ditador Alfredo Stroessner em seu gabinete presidencial. Ele governou o país de 1954 a 1989 e seu governo foi marcado por abusos aos direitos humanos

Em 15 de agosto de 1954, Stroessner tomou posse como presidente e permaneceu no cargo até 1989. O período de 35 anos em que governou o país ficou conhecido como El Stronato. Nos meses seguintes à posse, Stroessner instaurou uma ditadura e começou a perseguir opositores, inclusive dentro do Partido Colorado.
Após a queda de dois ditadores pró-americanos, o cubano Fulgencio Batista e o venezuelano Marcos Pérez Jiménez, os Estados Unidos pressionaram Stroessner a relaxar o autoritarismo, levando a uma breve abertura política. Entretanto, com o aumento da oposição e o surgimento de grupos armados contrários à ditadura, o estado de sítio foi retomado.
No El Stronato, houve alguma modernização do Paraguai e crescimento econômico e o país estabeleceu fortes laços comerciais e diplomáticos com o Brasil, com o qual construiu a Ponte Internacional da Amizade e a Usina Hidrelétrica de Itaipu. Por outro lado, essas três décadas foram marcadas, politicamente, pelas diversas violações aos direitos humanos, como tortura e assassinatos políticos, e a perseguição e grande limitação da oposição. O Estado era corrupto, onipresente e repressivo. Além disso, Stroessner concedeu asilo a centenas de criminosos de guerra nazistas, como Josef Mengele e Eduard Roschmann, e, durante seu governo, o Paraguai se tornou um ponto chave na América Latina para o narcotráfico, inclusive com o envolvimento das Forças Armadas paraguaias. Durante a Guerra Fria, o país participou ativamente da Operação Condor.
Nos anos 1980, a inflação, em alta desde a década anterior, atingiu níveis altos. Nessa época, o líder do PLRA, Domingo Laíno, foi o ponto focal da oposição. O esforço do governo para isolá-lo, exilando-o em 1982, não teve o resultado esperado. O regime de Stroessner cedeu em abril de 1987 e permitiu que Laíno voltasse a Assunção. Laíno assumiu a liderança na organização de manifestações e na redução das lutas internas entre o PLRA, mas não houve acordo sobre uma estratégia comum em relação às eleições.
Em resposta ao aumento das atividades da oposição, Stroessner condenou-a por defender "a sabotagem das eleições gerais e o desrespeito à lei", usando a polícia nacional e vigilantes civis do Partido Colorado para interromper as manifestações oposicionistas. Vários líderes da oposição foram presos ou assediados de outra forma.
Hermes Rafael Saguier, outro líder importante do PLRA, foi preso por quatro meses em 1987, sob a acusação de sedição. No início de fevereiro de 1988, a polícia prendeu 200 pessoas que participavam de uma reunião do Comitê de Coordenação Nacional em Coronel Oviedo. Laíno e várias outras figuras da oposição foram presos antes do amanhecer do dia das eleições, 14 de fevereiro, e mantidos por doze horas. O governo declarou a reeleição de Stroessner com 89% dos votos.

### Era contemporânea
Em 3 de fevereiro de 1989, Stroessner foi derrubado por um golpe militar liderado pelo seu consogro, o general Andrés Rodríguez. Com isso, o ditador deposto exilou-se no Brasil, ali falecendo em 2006.
Eleito presidente em maio de 1989, Rodríguez instituiu reformas políticas, jurídicas e econômicas e iniciou uma reaproximação com a comunidade internacional. Houve a democratização do Paraguai. Em 1991, Rodríguez, junto com o Presidente do Brasil Fernando Collor, da Argentina Carlos Menem e do Uruguai Luis Alberto Lacalle, participou da assinatura do Tratado de Assunção, que cria o Mercosul.
Refletindo a profunda fome dos pobres rurais por terra, centenas imediatamente ocuparam milhares de acres de territórios não utilizados pertencentes a Stroessner e seus associados; em meados de 1990, 19 mil famílias ocupavam 138 mil hectares. Na época, 2,06 milhões de pessoas viviam em áreas rurais, mais da metade da população total de 4,1 milhões, e a maioria não tinha terra.
Nas eleições presidenciais e legislativas de 9 de maio de 1993, ganhou Juan Carlos Wasmosy, do Partido Colorado, que tomou posse na presidência em 15 de agosto do mesmo ano. Investigações sobre a ligação de paraguaios com o narcotráfico internacional e o veto aos protestos de militares, em 1994, geraram conflitos entre Wasmosy e o chefe do exército, Lino Oviedo, que tentou um golpe, frustrado por manifestações no país e dos demais membros do Mercosul e dos Estados Unidos.
Oviedo foi indicado a concorrer à presidência, mas um tribunal militar o condenou a dez anos de prisão, em março de 1998, pela tentativa de golpe, tornando-o inelegível. Seu substituto, Raúl Cubas, venceu o pleito em maio e libertou Oviedo por decreto. A Corte Suprema declarou ilegal o indulto, mas Cubas ignorou essa posição. Em março de 1999, o então vice-presidente, Luis María Argaña, rival do Oviedo no Partido Colorado, foi morto a tiros em Assunção. Manifestantes exigiram a destituição de Cubas, apontado pelo executor Pablo Vera Esteche como mandante do crime, juntamente com Oviedo. Cubas renunciou e se refugiou no Brasil, sendo sucedido pelo presidente do Congresso, Luis Ángel González Macchi.
Militares se rebelaram em maio de 2000, mas a nova tentativa de golpe fracassou, outra vez por causa da pressão externa. O governo declarou estado de sítio e atribuiu a tentativa a Oviedo, que foi preso por policiais em Foz do Iguaçu e levado para Brasília. Após cinco anos de exílio, retornou ao Paraguai em junho de 2004, sendo preso ao chegar ao país, cumprindo pena até 2007. A ala oviedista do Partido Colorado se separou, criando a União Nacional de Cidadãos Éticos (Unace), para viabilizar a candidatura de Oviedo à presidência.

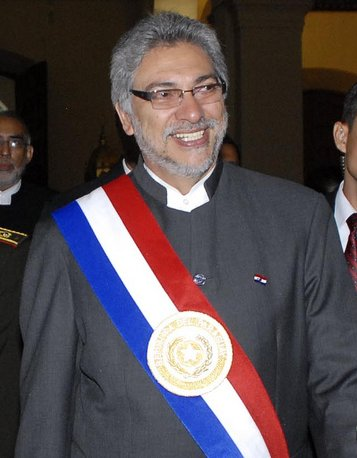
O ex-presidente paraguaio Fernando Lugo foi destituido em 2012

O colorado Nicanor Duarte Frutos foi eleito presidente em abril de 2003. Os colorados mantiveram a maioria no congresso, mas com menos força: o número de deputados do partido caiu de 45 para 37 e o de senadores de 24 para 16. O PLRA elegeu 21 deputados e doze senadores. Em agosto, Duarte tomou posse, em meio a grave crise econômica. Fora da presidência, Macchi foi proibido pela justiça de sair do país, onde deveria responder às acusações de corrupção.
Em 20 de abril de 2008, o ex-bispo Fernando Lugo foi eleito presidente do Paraguai por uma frente ampla que englobava partidos políticos de extrema-esquerda a centro-direita, dando fim a quase seis décadas de domínio do partido Colorado. Em janeiro de 2009, o governo Lugo inicia um programa de reforma agrária, melhorias sociais e obras de infraestrutura no campo. No entanto, houve o aumento no número de conflitos entre agricultores sem terra e grandes latifundiários.
Em 22 de junho de 2012, o Congresso Paraguaio votou e aprovou o impeachment de Fernando Lugo, sob a alegação de "mau desempenho das funções" e responsabilidade por 17 mortes em um conflito entre policiais e camponeses em Curuguaty. Diversos países da região reclamaram da ausência de prazo para a defesa do presidente e classificaram o impeachment como "golpe". O vice-presidente, Federico Franco (PLRA), assumiu a presidência. A Ministra da Defesa do Paraguai alegou que o então chanceler da Venezuela, Nicolás Maduro, teria instigado os militares paraguaios a usarem a força contra a decisão do Congresso, o que foi confirmado por um comandante paraguaio. O Mercosul e a Unasul decidiram suspender o Paraguai até as próximas eleições, pois o impeachment de Lugo feriu as cláusulas democráticas de ambas as instituições.
Em 2013, o empresário Horacio Cartes, um dos homens mais ricos do Paraguai e já acusado de ligações com o narcotráfico, lavagem de dinheiro e contrabando, foi eleito presidente e toma posse, marcando o retorno do Partido Colorado ao poder. Em 2017, a aprovação de uma emenda que permite a reeleição presidencial levou a uma onda de protestos.
Em 2018, foi eleito e toma posse o colorado Mario Abdo Benítez, conhecido como "Marito". O seu governo foi bastante criticado por não ter uma boa resposta à pandemia de COVID-19. Em 2021, protestos motivados pela gestão da pandemia e a baixíssima taxa de vacinação no momento ocorreram no Paraguai.
Em 2023, foi eleito presidente o colorado Santiago Peña, Ministro da Economia durante o governo de Cartes. Essas eleições foram importantes para o Brasil, por causa da revisão do Tratado de Itaipu, assinado em 1973, que estabelece a construção da usina hidrelétrica e a distribuição da energia entre os dois países.

## Geografia
O Paraguai faz fronteira com a Bolívia ao norte e a noroeste, com o Brasil a leste e a nordeste, e com a Argentina a sudeste, ao sul e a oeste. A localização da cidade Assunção fica na margem esquerda do rio Paraguai, na parte frontal da foz do rio Pilcomayo. O rio Paraguai desce da parte setentrional para a parte meridional. O próprio rio faz a divisão do Paraguai em duas regiões geográficas distinguidas — a Región Oriental (Região Oriental) e a Región Ocidental (Região Ocidental). Outro nome dado a essa última, é o Chaco Boreal.

### Topografia e hidrografia
|                            |  |                   |
| Parque Nacional Cerro Cora |  | Saltos del Monday |

No Paraguai existem três diferentes regiões geográficas. O Chaco é uma planície de grande extensão na parte ocidental do país. Em compartilhamento com a Bolívia e a Argentina, é caracterizado pela altitude que se declina gradualmente da parte norte-ocidental para a parte sul-oriental. É revestida de áreas pantanosas e ocorrem muitas cheias durante a época em que chove. O campo é a vegetação predominante da região central. Seu relevo é de morros e a fertilidade dos vales serranos. Os tipos de vegetações característicos são a savana, as matas de galeria e a vegetação de pântano. A área florestal está localizada em um acidente geográfico de terra baixa. Os morros de baixa altitude recortam essa região e alcançam aproximadamente 700 metros nas cordilheiras de Amambay e Mbaracayú, ambas na fronteira com o Brasil.
A rede hidrográfica é caracterizada pela presença de numerosos rios que estão intimamente relacionados com a vida econômica e política do país. Os rios formam a maior parte das fronteiras do Paraguai e constituem seus mais importantes meios de transportes. As fronteiras oeste, sul e sudeste com a Argentina são demarcadas pelos rios Pilcomayo, Paraguai e Paraná, enquanto os rios Paraguai, Apa e Paraná separam o país do Brasil, ao nor. O Paraguai e o Paraná são os mais importantes cursos d'água do país. O primeiro nasce em terras brasileiras e atravessa extensas planícies de aluvião, dividindo o país em duas partes (oriental e ocidental).

### Clima

Paraguai segundo a classificação climática de Köppen-Geiger

O clima do Paraguai é, geralmente, subtropical, menos em alguns trechos da região do Chaco, com temperatura parecida à do Planalto Brasileiro, onde é quente e úmido. O país é cortado pelo trópico de Capricórnio ao centro, próximo a Concepción. A posição central e plana do Paraguai, praticamente sem barreiras naturais, favorece os rápidos efeitos dos ventos quentes originários do Equador, e dos ventos frios que vêm da Argentina, causando variações térmicas acentuadas.
No verão, as temperaturas variam entre 26 °C e 33 °C, e no inverno entre 15 °C e 26 °C. A temperatura média é de 23 °C, enquanto a máxima absoluta é de 41 °C e a mínima é de 1 °C. A diferença entre a temperatura média do verão e a do inverno é de 6 °C. Uma das características do clima paraguaio é a alta temperatura sentida no verão, especialmente na região dos campos e do Chaco, e o frio intenso que ocorre no período do inverno.
São muito frequentes e quase sempre abundantes as chuvas no território paraguaio. O tamanho do país tem influência na quantidade de chuvas, acentuando a estação seca especialmente na fronteira com Bolívia e Argentina. Pode-se considerar bem elevado o índice de chuvas no Planalto do Paraná, com 2 000 mm anuais. Na capital, Assunção cai para 1 300 mm e no Chaco para 800 mm. Os meses de concentração das chuvas são dezembro, janeiro e fevereiro, caindo durante o inverno.

### Flora
O Paraguai é um país com diversas biosferas. No leste, há muitos prados verdes e florestas, enquanto o oeste do país é coberto principalmente por grama seca e árvores esparsas. Como tal, a flora nativa do Paraguai é apresentada em uma infinidade de espécies. a Flora do Paraguai concentra-se principalmente no planalto do Paraná à medida que o planalto recebe forte chuva.

## Demografia

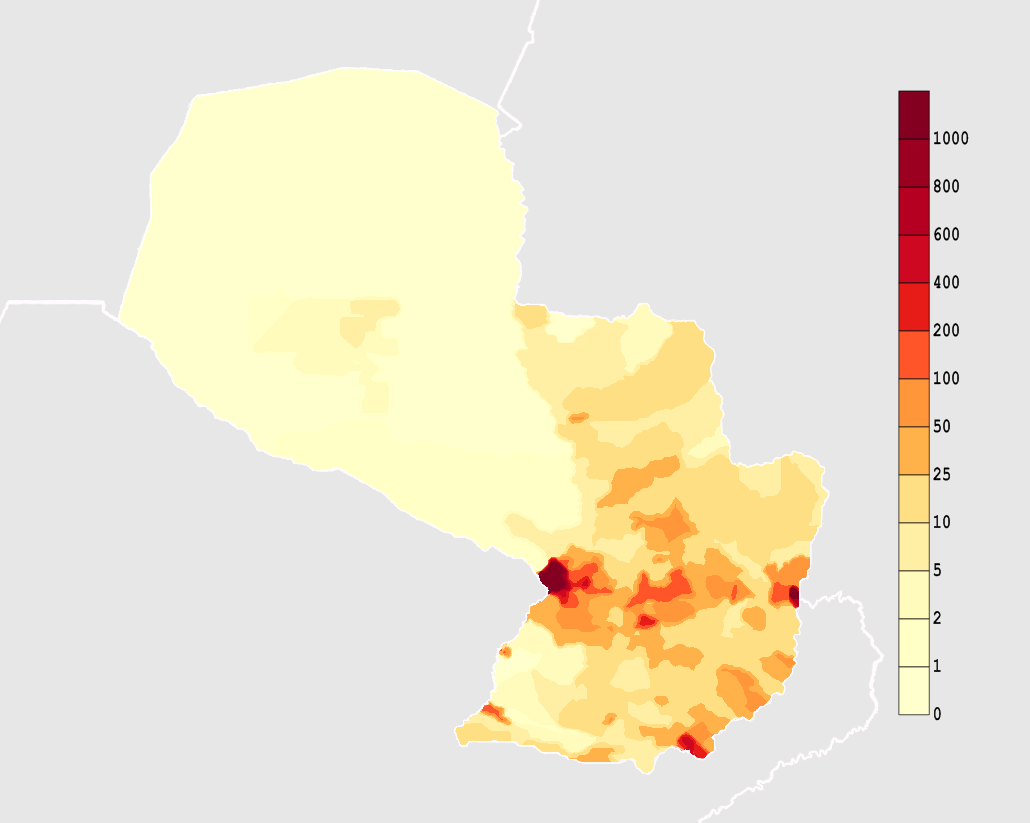
Densidade populacional do Paraguai (pessoas por km²)

O Paraguai possui uma população de 6,1 milhões de habitantes (2022) e sua densidade demográfica é relativamente baixa, em torno de 15 hab./km². Existem grandes contrastes de ocupação entre as distintas partes do país: o Chaco é a região mais despovoada, concentrando 60% da área do país e apenas 2% da população. As planícies próximas ao rio Paraná têm densidade moderada. A taxa de urbanização é estimada em 67,3% em 2023. Os habitantes concentram-se nas principais cidades do país e arredores, como Assunção, Ciudad del Este, San Lorenzo e Fernando de La Mora. As taxas de natalidade e de fecundidade são relativamente altas - cada mulher tem, em média, 2,4 filhos. A taxa de mortalidade infantil é moderada e gira em torno de 16 por mil. A expectativa de vida é de 71,4 anos para homens e 77 anos para as mulheres.

### Composição étnica
Embora não existam dados oficiais sobre a composição étnica do Paraguai, a maioria da população paraguaia é fruto da miscigenação entre europeus e indígenas, iniciada no período colonial. Nas décadas seguintes ao fim da Guerra do Paraguai, para compensar as perdas demográficas no conflito, imigrantes vindos da Europa, do Levante e de países hispano-americanos próximos, sobretudo da Argentina, se fixaram no Paraguai e, ao longo do tempo, eles e seus descendentes foram incorporados à população desse país. Desse modo, o povo paraguaio atual foi formado pela nova mestiçagem entre a população tradicional hispano-guarani que sobreviveu à Guerra do Paraguai e imigrantes que chegaram ao país para repovoá-lo. No final do século XX, a população cresceu a taxas bastantes altas, devido a um aumento na natalidade e queda na mortalidade.
A partir dos anos 1960, milhares de migrantes da Região Sul do Brasil se fixam no Paraguai. Eles e seus descendentes ficaram conhecidos como "brasiguaios" e possuem uma população estimada entre 200 e 400 mil pessoas. Em algumas regiões paraguaias próximas à fronteira com o Brasil, os brasiguaios compõem mais de 90% da população.
Segundo pesquisa de 2011 do Latinobarómetro, dos paraguaios entrevistados, 55% identificaram-se como mestiços entre indígenas e europeus, 29% como brancos, 3% como índios, 1% como mulatos, 1% como negros e 2% outra "raça". O antropólogo e professor mexicano Francisco Lizcano Fernández afirmou, em um estudo, que a composição étnica do Paraguai é a seguinte: 75% mestiços entre indígenas e europeus, 20% brancos e o restante composto por ameríndios e afro-paraguaios.
De acordo com um estudo genético de 2021, realizado em paraguaios do leste do país, a população paraguaia é resultado da miscigenação entre homens europeus (essencialmente espanhóis) e mulheres indígenas (essencialmente guaranis), com uma contribuição africana menor. A ancestralidade encontrada foi 55,4% europeia, 33,8% indígena e 10,8% africana. No início do século XVI, com a chegada dos conquistadores espanhóis, foram estabelecidas alianças políticas com os indígenas guaranis que viviam às margens do Rio Paraguai. O processo de miscigenação começou rapidamente entre mulheres ameríndias e homens europeus, e os mestiços entre indígenas e europeus tornaram-se o grupo mais numeroso. Comparado a outros impérios coloniais da época, o número de escravos africanos no Paraguai foi pequeno, principalmente devido à ausência de grandes plantações e de minas. Na época de sua independência, em 1811, o Paraguai já tinha uma população essencialmente miscigenada, resultante de casamentos entre espanhóis, indígenas guaranis e uns poucos escravos africanos. Embora o país tenha recebido imigrantes de outras regiões da Europa além da Espanha, bem como da Ásia e do Brasil, a estrutura genética dos paraguaios atuais é basicamente resultante do processo de povoamento colonial.

### Idiomas

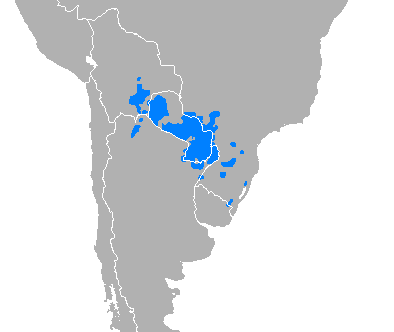
Extensão da língua guarani na América do Sul

O guarani, língua falada pela maioria da população, e o espanhol são os idiomas oficiais, sendo que 95% da população é bilingue. O dialeto falado no país é o espanhol paraguaio. Há também dezenas de milhares de falantes puramente indígenas de dialetos guaranis no Paraguai.
O Paraguai é único em muitos aspectos e diferente de outros países latino-americanos. O Paraguai tem uma população mestiça que é bastante homogênea (hispânica na aparência e na cultura). As pessoas não aparentam, nem vestem ou se comportam como indígenas.
Os termos ladino e mestizo não são usados no espanhol paraguaio e não existem conceitos sobre mistura cultural ou racial, como existem em outros países latino-americanos. No entanto, apesar da espanholização da maioria dos moradores, noventa por cento da população é falante da língua indígena guarani. Por esse motivo, o Paraguai é único no hemisfério e o país é, frequentemente, citado como uma das poucas nações bilíngues no mundo.

### Religião
Religião no Paraguai (2014)
A Constituição da República do Paraguai estabelece a liberdade de culto e outras leis e políticas que contribuem para o livre exercício de qualquer religião. A maioria da população paraguaia se considerada católica, os dados da Cidade do Vaticano afirmam que o Paraguai é o país da América Latina com o maior percentual de católicos, sendo também o único país latino-americano no qual o catolicismo excede o 85% da população total.
O Paraguai é o país com a menor diminuição no número total de católicos entre os seus habitantes (quatro pontos percentuais perdidos entre 1996 e 2013). Por outro lado, o crescimento da população de evangélicos é menor do que a diminuição dos católicos. As maiores denominações protestantes no Paraguai são os menonitas, seguidos pelos batistas, batistas reformados, presbiterianos e pentecostais. Seu crescimento no país é maior nas áreas urbanas do que em aldeias ou cidades (seis em cada dez paraguaios evangélicos têm uma boa posição econômica). Outros cultos e religiões presentes em solo paraguaio são a Igreja de Jesus Cristo dos Santos dos Últimos Dias, os adventistas, as Testemunhas de Jeová, os muçulmanos, Baha'i, dentre outros.

## Política
O Paraguai é uma república presidencialista, onde o presidente é, ao mesmo tempo, chefe de Estado e de governo. A constituição do Paraguai, promulgada em 20 de agosto de 1992, estabelece que o país é uma república baseada na democracia e na divisão dos poderes. O chefe de estado e chefe de governo é o atual presidente Mario Abdo Benítez e o vice-presidente, Hugo Velázquez.

### Governo

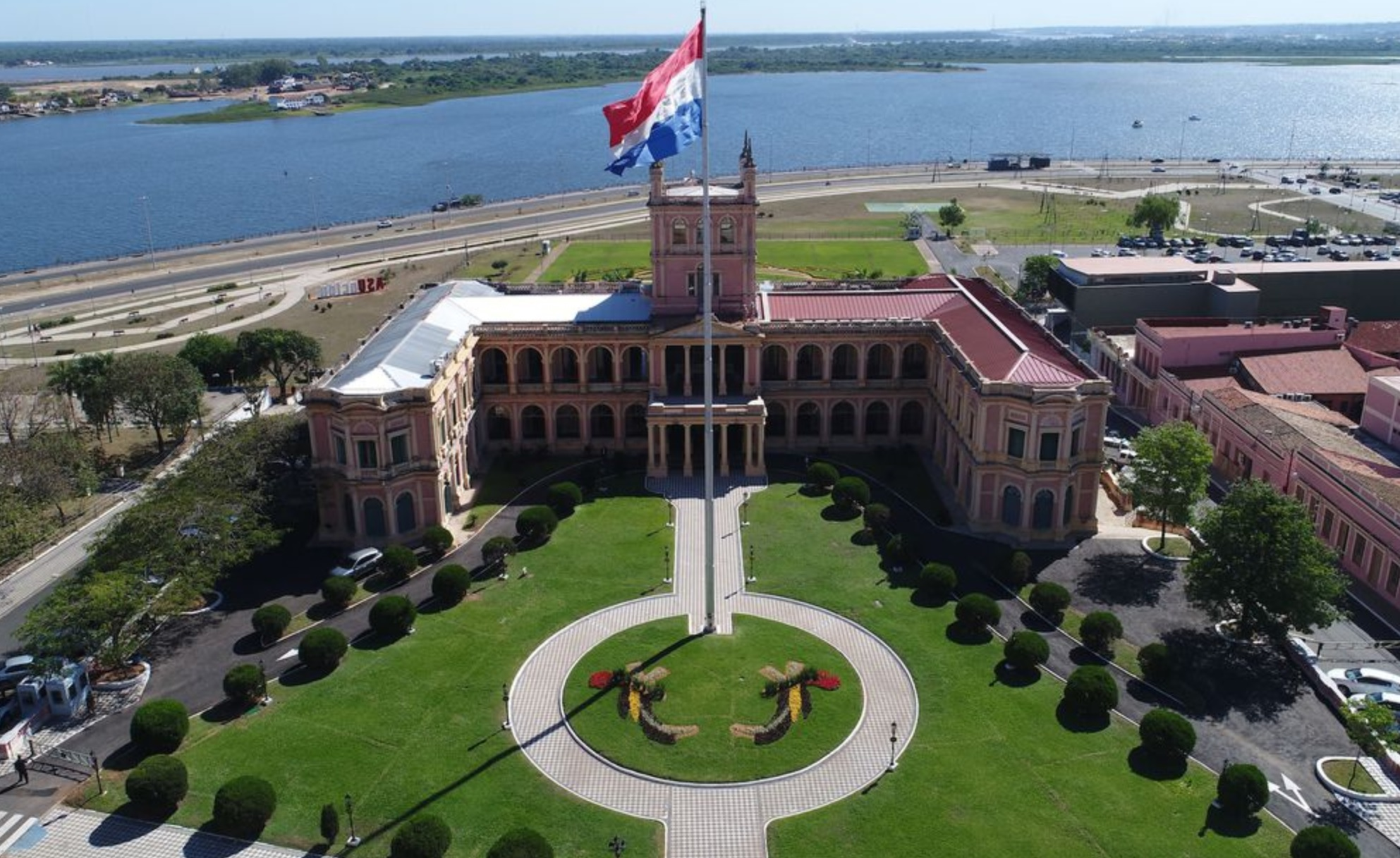
Palacio de los López, sede do governo do Paraguai

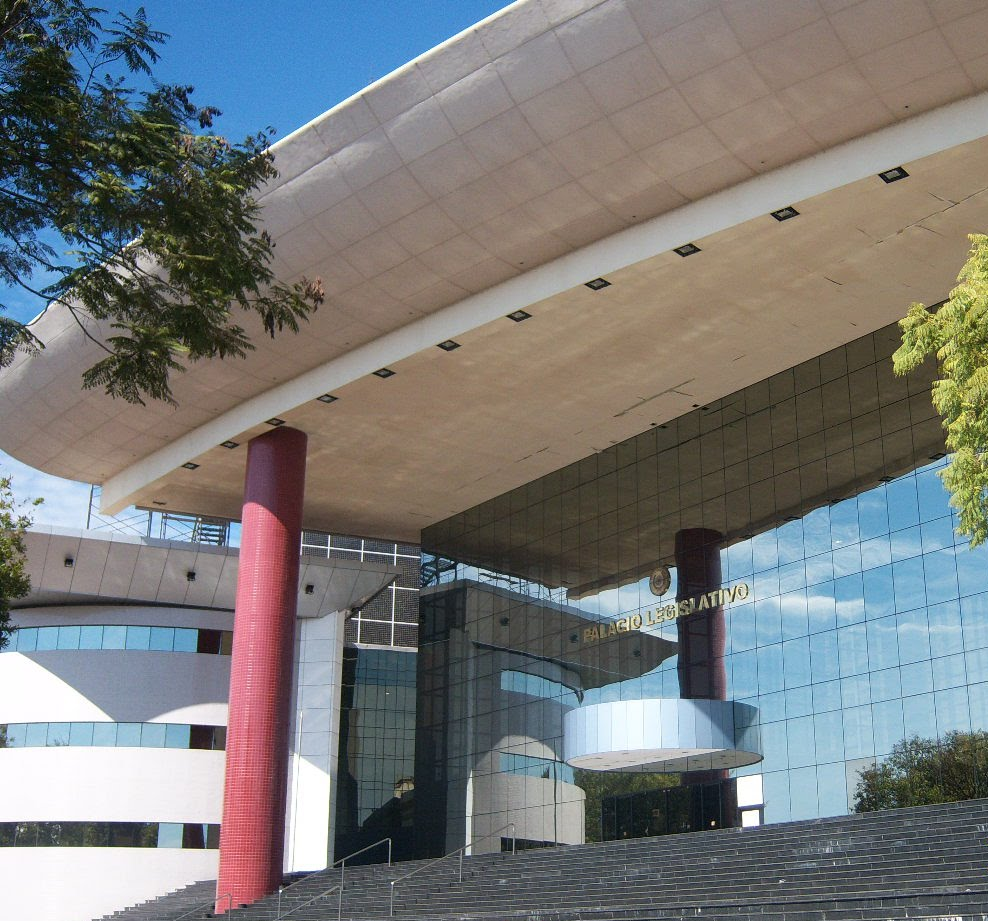
Sede do Congresso do Paraguai

O poder executivo é exercido pelo presidente, eleito por sufrágio universal direto para um mandato de cinco anos, sem possibilidade de reeleição. Ao presidente, que é auxiliado pelo vice-presidente, compete nomear os ministros. O presidente e o vice-presidente são assessorados pelo Conselho de Ministros. O presidente participa da formulação da legislação e a promulga, podendo vetar leis emanadas do legislativo. O Conselho de Ministros é constituído pelos membros do gabinete, o reitor da Universidad Nacional de Asunción, o presidente do Banco Central do Paraguai e representantes dos seguintes ministérios: agricultura e pecuária; educação e cultura; finanças; relações exteriores; indústria e comércio; interior; justiça; defesa; saúde e bem-estar social; obras públicas e comunicações.
O poder judiciário inclui a Corte Suprema de Justiça (nove juízes), as Cortes de Apelação, o Tribunal de Primeira Instância, e os juízes de Arbitragem, de Instrução e de Paz. O Senado e o presidente selecionam seus nove membros sobre a base de recomendações de um conselho de magistrados (Conselho da Magistratura) segundo a atual constituição de 1992. A Corte Suprema resolve todos os casos que lhe são enviados pelas cortes inferiores. É constituída por um juiz principal e oito juízes associados. O presidente do país indica os juízes, que cumprem um mandato de cinco anos. As cortes de apelação especiais tratam de casos criminais, civis e trabalhistas. As cortes civis lidam com casos comerciais. Os juízes de paz resolvem os casos menores.
O poder legislativo é bicameral, compreendendo o senado, (45 membros), e a câmara dos deputados, (80 membros); senadores e deputados têm cinco anos de mandato. As eleições para o Congresso se celebram em listas fechadas simultaneamente com a eleição presidencial (não se aplica o voto por cada candidato a deputado ou senador senão por uma lista apresentada por cada partido político). Os deputados se elegem por departamento enquanto os senadores se elegem em nível nacional, ambos para mandatos de cinco anos. O número de representantes eleitos por cada departamento (divisão administrativa) relaciona-se com a população dos departamentos. Os senadores são eleitos por todos os eleitores em forma nacional. Os membros do poder legislativo são eleitos pelo método D'Hondt.
Os principais partidos políticos são o Partido Colorado ou Associação Nacional Republicana (ANR), o Partido Liberal Radical Autêntico (PLRA), o Movimento Pátria Querida (MPQ), a União Nacional dos Cidadãos Éticos (UNACE), o Partido País Solidário (PPS), o Partido Encontro Nacional (PEN) e o Partido Pátria Livre (PPL).

### Forças armadas

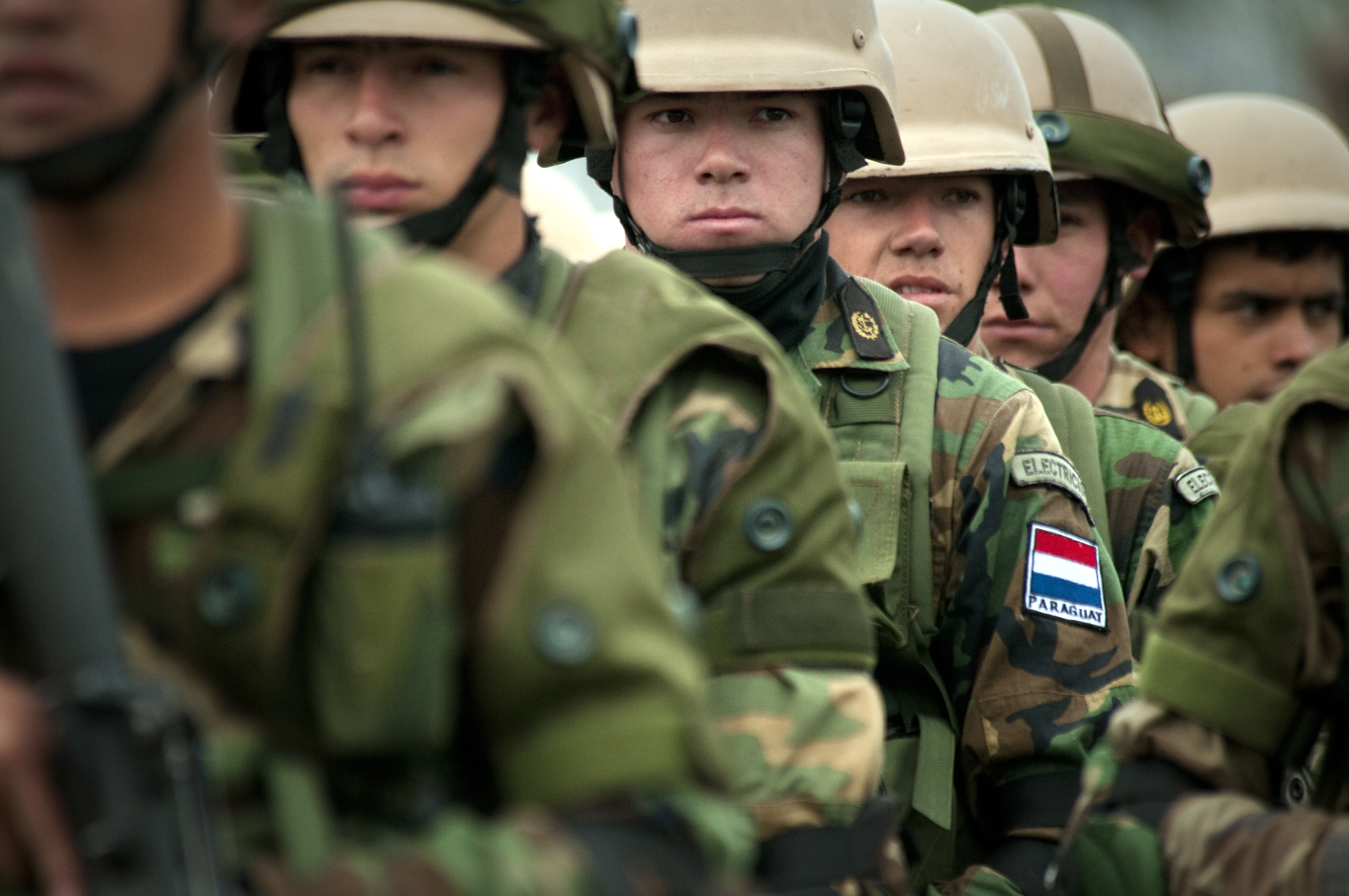
Militares da Marinha do Paraguai

As principais forças armadas do Paraguai são exército, Marinha Nacional (que inclui Força Aérea, Corpo de Fuzileiros Navais e Prefeitura Naval Geral) e Força Aérea. A constituição do Paraguai estabelece que o presidente do Paraguai é o comandante-em-chefe.
O orçamento anual de defesa é de 6,3 milhões de dólares. As alterações nos gastos com defesa aumentaram 38% em 1989. Sob o governo do general Alfredo Stroessner, o exército, com efetivo total de 26 mil homens, tinha 42 generais e 245 coronéis.
O Paraguai tem serviço militar obrigatório, e todos os homens de 18 anos de idade e 17 anos de idade no ano de seu aniversário de 18 anos são responsáveis por um ano de serviço ativo. Embora a constituição de 1992 permita a objeção de consciência, não há legislação outorgada que tenha sido aprovada.[carece de fontes?]

### Relações exteriores

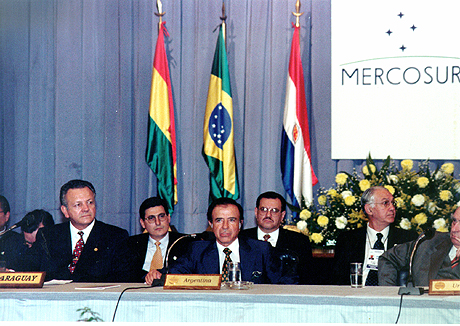
O Paraguai é um dos membros fundadores do Mercosul

A política diplomática do Paraguai tem se concentrado em manter boas relações com seus vizinhos e o governo paraguaio tem sido um defensor ativo da cooperação regional. O Paraguai é membro das Nações Unidas e teve um mandato como membro não permanente no Conselho de Segurança da ONU entre 1967–1969. Mantém participação em várias instituições financeiras internacionais, incluindo o Banco Mundial, o Banco Interamericano de Desenvolvimento e o Fundo Monetário Internacional (FMI). Também pertence à Organização dos Estados Americanos, à Associação Latino-Americana de Integração (ALADI), ao Grupo do Rio, à Interpol, ao Mercosul e à UNASUL.
No nível político, os assuntos diplomáticos e as relações internacionais do Paraguai são oficialmente administrados pelo Ministério das Relações Exteriores, que responde ao poder executivo do governo. O atual ministro das Relações Exteriores é Luis Alberto Castiglioni, no cargo desde 15 de agosto de 2018.
Diferente dos outros países da América do Sul, o Paraguai reconhece a República da China (Taiwan) em vez da República Popular da China. Embora não seja um país particularmente grande em termos absolutos, o Paraguai atualmente é o maior país que mantém relações diplomáticas oficiais com Taiwan.

## Subdivisões
O Paraguai está dividido em 17 departamentos. Cada departamento é dividido em distritos.
| ISO 3166-2:PY | Departamento     | Capital                  | População (censo 2022) | Área (km2) | Distritos |
| ------------- | ---------------- | ------------------------ | ---------------------- | ---------- | --------- |
| ASU           | Distrito Capital | Assunção                 | 477 346                | 117        | 1         |
| 1             | Concepción       | Concepción               | 204 536                | 18 057     | 14        |
| 2             | San Pedro        | San Pedro de Ycuamandiyú | 341 895                | 20 007     | 23        |
| 3             | Cordillera       | Caacupé                  | 271 475                | 4 953      | 20        |
| 4             | Guairá           | Villarrica               | 180 121                | 3 991      | 18        |
| 5             | Caaguazú         | Coronel Oviedo           | 430 142                | 11 479     | 22        |
| 6             | Caazapá          | Caazapá                  | 140 060                | 9 503      | 11        |
| 7             | Itapúa           | Encarnación              | 436 966                | 16 536     | 30        |
| 8             | Misiones         | San Juan Bautista        | 114 542                | 9 568      | 10        |
| 9             | Paraguarí        | Paraguarí                | 199 430                | 8 710      | 18        |
| 10            | Alto Paraná      | Ciudad del Este          | 784 839                | 14 898     | 22        |
| 11            | Central          | Areguá                   | 1 866 562              | 2 665      | 19        |
| 12            | Ñeembucú         | Pilar                    | 85 749                 | 12 155     | 16        |
| 13            | Amambay          | Pedro Juan Caballero     | 173 770                | 12 935     | 6         |
| 14            | Canindeyú        | Salto del Guairá         | 189 128                | 14 677     | 16        |
| 15            | Presidente Hayes | Villa Hayes              | 126 880                | 72 917     | 10        |
| 16            | Alto Paraguay    | Fuerte Olimpo            | 17 608                 | 82 394     | 4         |
| 17            | Boquerón         | Filadelfia               | 68 595                 | 91 676     | 4         |
| –             | Paraguai         | Assunção                 | 6 109 644              | 406 796    | 273       |

## Economia

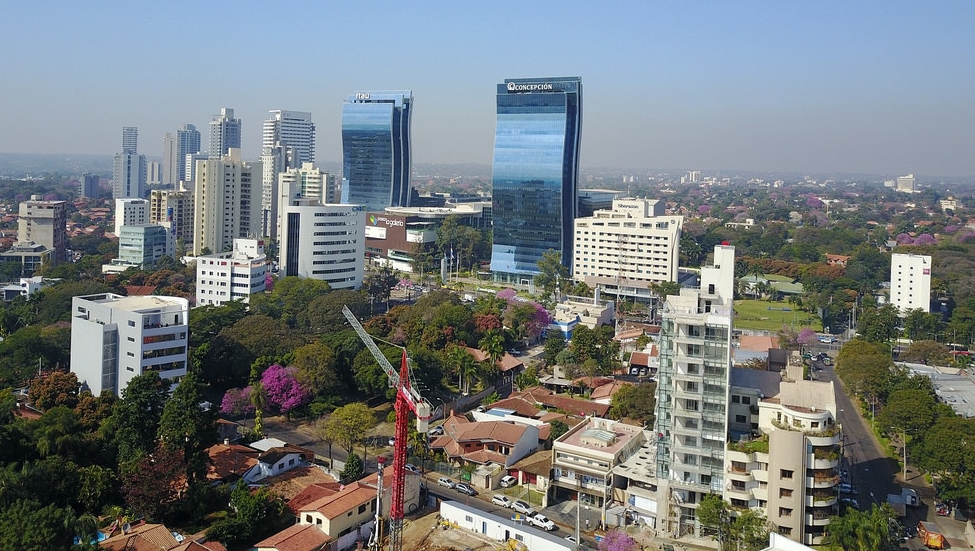
Centro financeiro de Assunção

A economia paraguaia baseia-se em produto agropecuários e florestais, que representam 75% das exportações. Entre os recursos agrícolas destacam-se soja, milho, cana-de-açúcar, mandioca, arroz, trigo, laranja, erva-mate e sorgo. O país está entre os 10 maiores produtores do mundo de soja, e entre os 25 maiores de cana de açúcar e milho, além de ser o país mais setentrional da América do Sul a produzir trigo. A pecuária é bastante desenvolvida. É um dos 30 maiores produtores do mundo de carne bovina, além de também produzir carne de frango, carne suína e ter uma considerável extração de leite. As principais espécies de madeiras florestais de exportação são o quebracho, o mogno, a nogueira e o cedro. A cultura da soja foi trazida pelos brasileiros ao país: em 2019, quase 70% dos produtores de soja e arroz do Paraguai eram pessoas oriundas do Brasil, ou descendentes de brasileiros (os chamados brasiguaios). Os primeiros produtores brasileiros começaram a chegar ao país nos anos 1980. Antes disto, havia muitas terras no país sem uso.
O Paraguai possui indústrias de erva-mate, cervejeira, alimentícia, de tabaco, de rum e álcool, de preparação de carnes e couros e ligada à exportação de tanino, óleo de soja, de parquet e lâminas de madeiras. Em 2018, o país foi o 7º maior produtor do mundo de óleo de soja, além de ter produzido 300 milhões de litros de cerveja. Seus complexos hidrelétricos, como a Usina Hidrelétrica de Itaipu (cofinanciada com o Brasil), fornecem um índice de cobertura energética de 175,2% — bem acima do consumo interno, porém há também a Usina del Acaray em Hernandarias e a Usina de Yacyreta que está sendo construída em parceria com a Argentina. Os cursos fluviais dos rios Paraná e Paraguai funcionam como vias de comunicação. Dos países vizinhos importa principalmente maquinaria, materiais de construção e produtos têxteis e químicos. No entanto, a indústria paraguaia é pouco desenvolvida. Os estabelecimentos existentes se destinam, em grande parte, à transformação de produtos florestais, agrícolas ou de pecuária. Indústrias do tanino, de óleos vegetais, carnes e conservas. Há fábricas de tecidos de algodão e outros bens de consumo, sapatos, cigarros, bebidas, açúcar, fósforos e sabão. Existem fundições que trabalham com o ferro de Ibytymi (Ibitimi), uma fábrica de cimento ao norte de Concepción e uma refinaria de petróleo em Assunção. O artesanato indígena merece destaque.[carece de fontes?]

Principais produtos de exportação do Paraguai em 2019

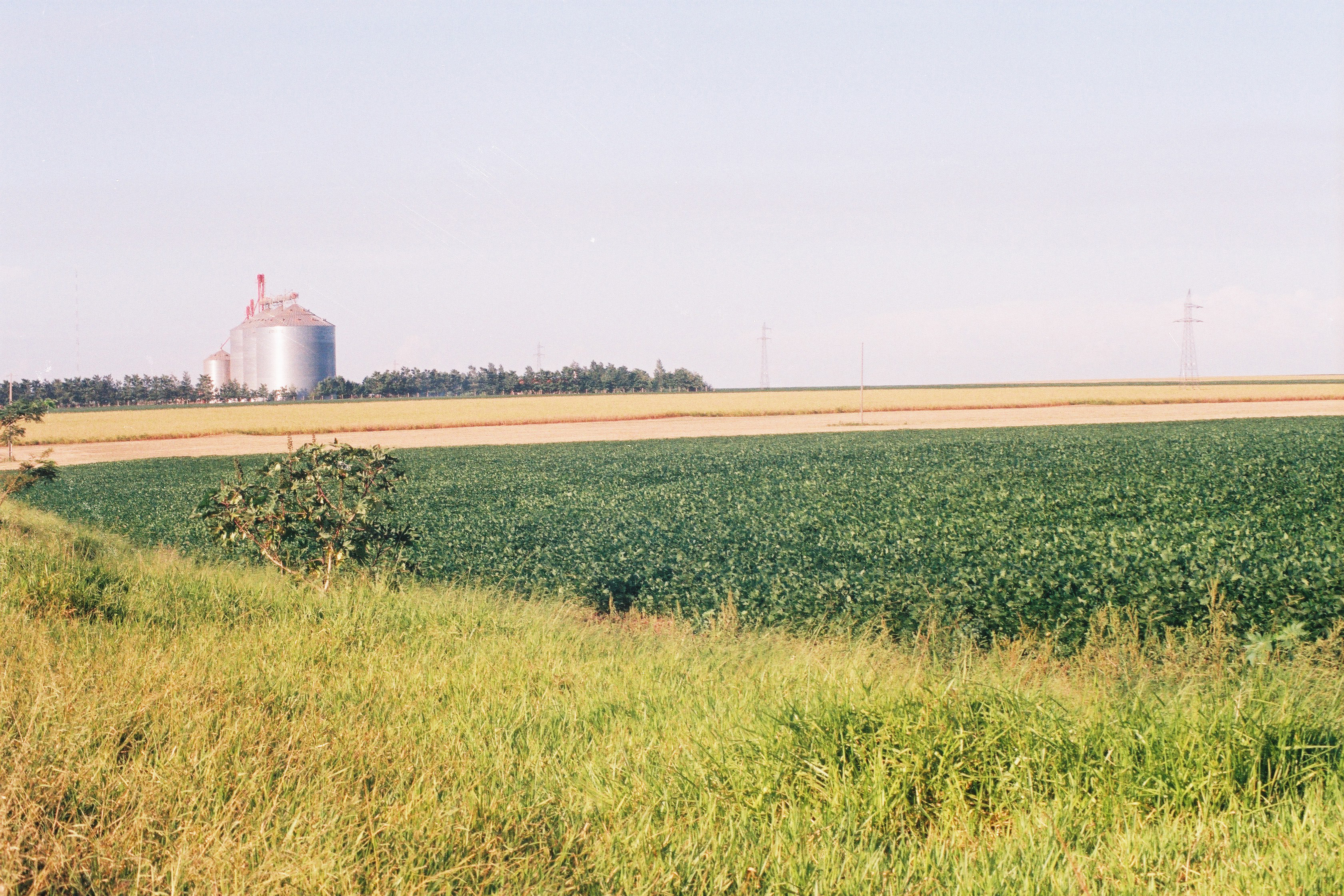
Silos e plantação de soja no Paraguai

O país exporta eletricidade — os rendimentos cobrem as importações de petróleo. O país é autossuficiente em trigo e em outras matérias-primas alimentícias. Em 2010, era grande a dependência da agricultura (a atividade respondia por 50% do PIB e 90% das exportações). Tem poucos minérios explorados comercialmente. As exportações paraguaias - que se destinam, sobretudo ao Brasil, Países Baixos, Argentina, Suíça, Alemanha, Estados Unidos e Itália - apoiam-se nos produtos agrários e extrativos. As fibras de algodão, soja, carnes enlatadas, essência para perfumaria, café e óleo vegetal perfazem 89,5% do total. Os principais importados - principalmente do Brasil, Japão, Argentina, Estados Unidos, Alemanha e Argélia - são as máquinas e os equipamentos de transporte, combustíveis e lubrificantes, fumo e bebidas, de produtos químicos, farmacêuticos e de ferro.[carece de fontes?]
Em 2010, o Paraguai experimentou a maior expansão econômica da região e a mais alta da América Latina, com uma perspectiva histórica de crescimento do PIB de 9%, podendo chegar a 13% para o final do ano. Só no primeiro semestre de 2010, o país teve um crescimento econômico de 14%. Os 49,9% do crescimento do PIB correspondem à agricultura; os 9,7% à indústria (incluindo a construção e as utilidades públicas); os 34% correspondem a serviços e 6,1% às taxas. Uma estimativa da consultora internacional norte-americana PricewaterhouseCoopers indicava para 2010 um crescimento de 10,5% da economia paraguaia.
O principal banco paraguaio é o Banco Central do Paraguai, que administra o sistema financeiro do país. Os maiores bancos são o Interbanco, o Citibank, o Banco Amambay S.A., o Banco Regional e o Banco Nacional de Fomento. Argentina, Brasil, Estados Unidos e Inglaterra têm investimentos consideráveis no Paraguai. O guarani é a moeda corrente no país. Está dividida em cem cêntimos.

### Turismo

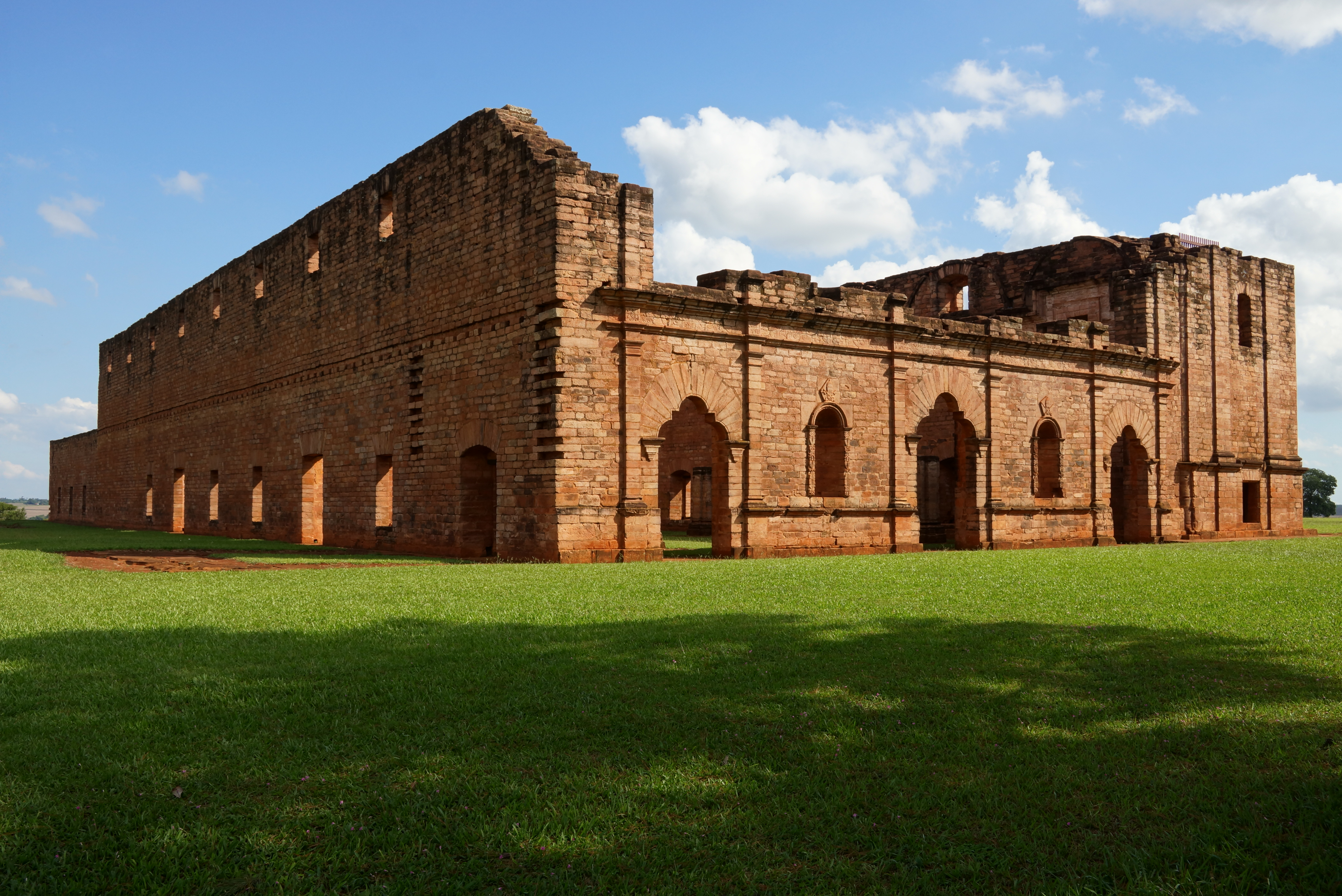
Igreja da redução jesuita de Jesús de Tavarangue, um Patrimônio Mundial pela UNESCO

O Paraguai recebe 280 454 visitantes por ano. O número de visitantes aumentou um por cento em 1990. O turismo é fraco — exceto quanto ao grande número de brasileiros e argentinos que cruzam a fronteira todos os dias para comprar, em Ciudad del Este, produtos eletrônicos originários do Extremo Oriente.[carece de fontes?]
Sendo um país de características nacionais bastante acentuadas de música e folclore típicos, possui valioso potencial turístico. Algumas de suas atrações: o lago Ypacaraí, com os balneários de San Bernardino e Areguá; o lago Ypoá; os saltos de Monday, Acaray, Guairá; as ruínas jesuíticas dos centros missionários de Trinidad, perto de Encarnación; o monumento ao marechal Solano Lopez e o panteão Nacional dos Heróis. Ainda constituem atrativos o festival de ñaduti, em Itauguá, onde é exposto esse tipo de renda fina feita à mão, vestidos de aho poí e artigos de madeira e de couro.[carece de fontes?]

## Infraestrutura

### Saúde

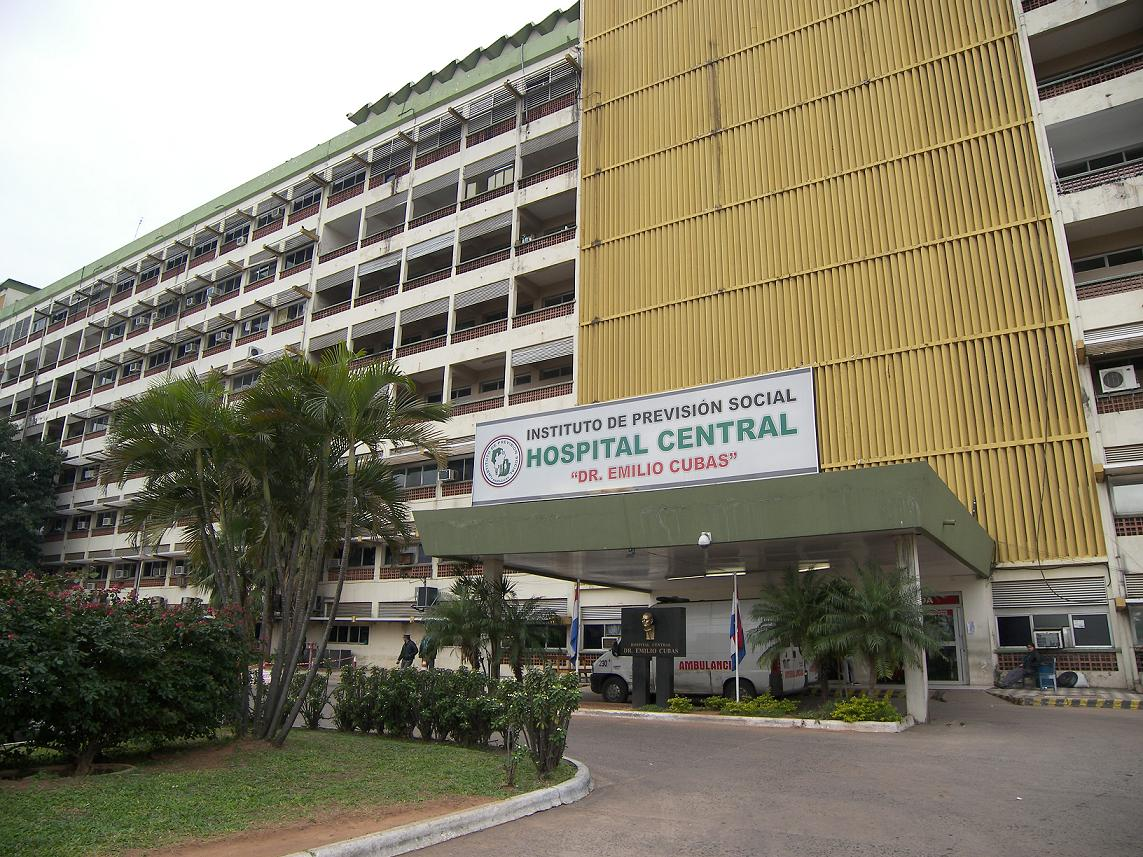
Hospital Central Dr. Emilio Cubas, em Assunção

A expectativa de vida ao nascer era de 75 anos em 2006, e a oitava melhor posição do ranking na América do Sul de acordo com a Organização Mundial da Saúde. É o mesmo nível da Argentina. A despesa pública em saúde é de 2,6% do PIB e as despesas privadas em saúde 5,1%. A mortalidade infantil era de 20 por mil nascimentos em 2005. A mortalidade materna foi de 150 por 100 000 nascidos vivos em 2000. O Banco Mundial ajudou o governo paraguaio para reduzir a mortalidade materna e infantil do Paraguai. O Mother and Child Basic Health Insurance Project teve como objetivo contribuir para a redução da mortalidade, aumentando a utilização de serviços selecionados de salvação de vidas incluídos no Mother and Child Basic Health Insurance Program (MCBI) por mulheres em idade fértil e crianças menores de idade seis em áreas selecionadas. Para este fim, o projeto também teve como objetivo a melhoria da qualidade e eficiência da rede de serviços de saúde dentro de determinadas áreas, além da gestão do Ministério da Saúde Pública e Bem-Estar Social (MSPBS).

### Transportes

Estradas nacionais do Paraguai

Segundo dados oficiais do M.O.P.C (Ministério das Obras Públicas e Comunicações do Paraguai), em 2019, existiam no total 78 850 km de estradas, sendo 10 372 km pavimentados. Um dos investimentos recentes mais importantes da história do país é a construção do Corredor bioceânico, que cortará o norte do Paraguai em linha horizontal, ligando o Brasil à Argentina, chegando tanto aos portos do norte do Chile, quanto aos portos brasileiros. A obra abrirá uma nova rota para exportações de produtos para a Ásia, e viabilizará o desenvolvimento de uma região isolada do Paraguai, o Chaco. Em 2022, o país já havia concluído 275 km da estrada, cerca de metade do percurso , e em 2025 já estavam sendo asfaltados outros 224 km, com conclusão prevista para 2026, basicamente concluindo a estrada.  Em 2024 foi concluída a duplicação total da Rota 2, a principal rodovia do país, que liga a capital Assunção a Ciudad del Este, na fronteira com o Brasil (rodovia que também se liga ao Porto de Paranaguá). 
O transporte fluvial é importante e o sistema Paraná-Paraguai, que abrange uma rede navegável de 1 600 km, concentra a maior parte do tráfego marítimo comercial para o porto de Buenos Aires. Assunção é o principal porto do Paraguai. A rede ferroviária tem 44 km de extensão. As principais linhas são a da estrada de ferro "Presidente Carlos Antonio López", que liga Assunção a Encarnación, servindo a região mais povoada do país e a de Ferrocaril de Norte, que faz a conexão entre Concepción e Horqueta.[carece de fontes?]
O aeroporto de Assunção é importante escala de linhas aéreas internacionais e o Aeroporto Internacional Guaraní, de Ciudad del Este, é um importante centro aéreo internacional de cargas.[carece de fontes?]

### Energia

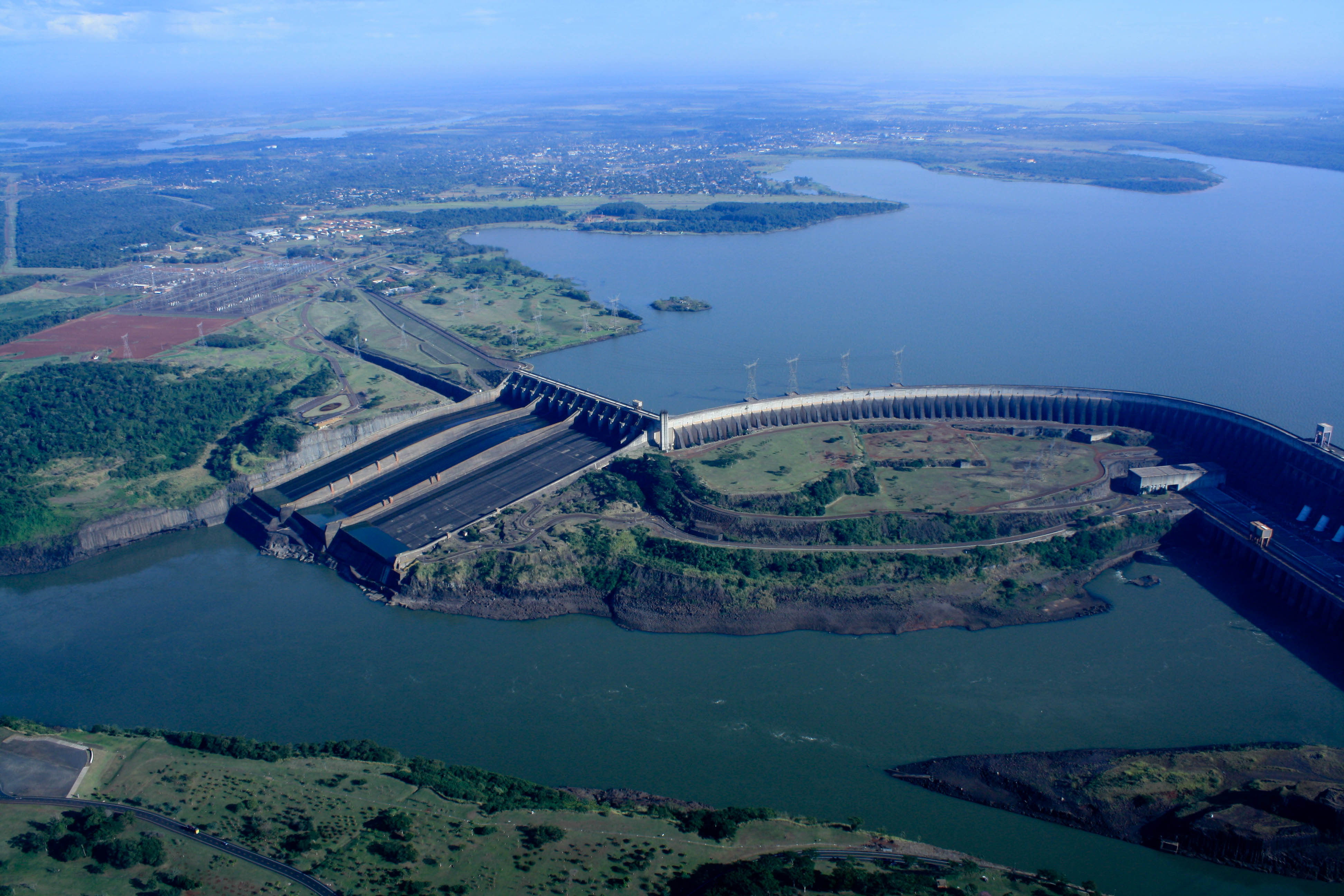
Usina Hidrelétrica de Itaipu

O Paraguai não possui grandes jazidas de petróleo ou gás natural. Apesar das inúmeras tentativas de extração, as reservas encontradas mostraram-se insuficientes para a exploração comercial. Sem reservas, o Paraguai é totalmente dependente das importações para atender a demanda interna. O Estado subsidia a importação e venda de diesel, enquanto gasolina, álcool, GLP e outros combustíveis são importados livremente.
Até 1970, toda a energia elétrica utilizada no país vinha de usinas termelétricas. O Paraguai tornou-se autossuficiente em energia quando entrou em funcionamento, em 1976, complexo hidrelétrico de Acaray, com o objetivo de transformar o país em exportador de energia elétrica para o Brasil e a Argentina. A usina hidrelétrica de Yguazú foi construída em 1977, sendo uma barragem de acumulação de água para ser utilizada em casos de necessidade de abastecimento à barragem de Acaray, liberando um volume médio de cem metros cúbicos diários, com um máximo de 200 metros cúbicos.
Em 1984, entrou em operação a usina hidrelétrica de Itaipu, a segunda maior hidrelétrica do mundo. Essa usina foi fruto da cooperação entre Paraguai e Brasil e fez do país um dos maiores exportadores de energia. A barragem possui 20 turbinas e uma capacidade instalada de 14 000 MW, divididos igualmente entre o Paraguai e Brasil. Em 2004, o Paraguai consumiu 16% da energia que lhe corresponde e o restante foi exportado para o Brasil.
Outra barragem importante é Yacyretá, equipada com 20 turbinas e com capacidade instalada de 3 100 MW. Paraguai e Argentina compartilham a energia gerada em Yacyretá, embora quase toda a energia que corresponde ao Paraguai seja exportada para a Argentina.
Cerca de 100% da energia elétrica consumida no Paraguai é gerada por meio de hidrelétricas, sendo um dos países com energia mais limpa do mundo. O país possui uma capacidade elétrica instalada de 8 110 MW, que produz 63 bilhões de quilowatts-hora por ano (segundo dados de 2016), com consumo interno de apenas 15 bilhões de quilowatts-hora por ano, vendendo o restante do que não é consumido para Argentina, Brasil e Uruguai, tornando o Paraguai o maior exportador mundial de energia elétrica.
A Administración Nacional de Electricidad (ANDE) controla todo o mercado de eletricidade, incluindo geração, distribuição e transporte de energia. Opera com 2 100 milhas de linhas de transporte e 670 milhas de linhas de distribuição. Mais de 92% do país tem cobertura de eletricidade.

### Educação

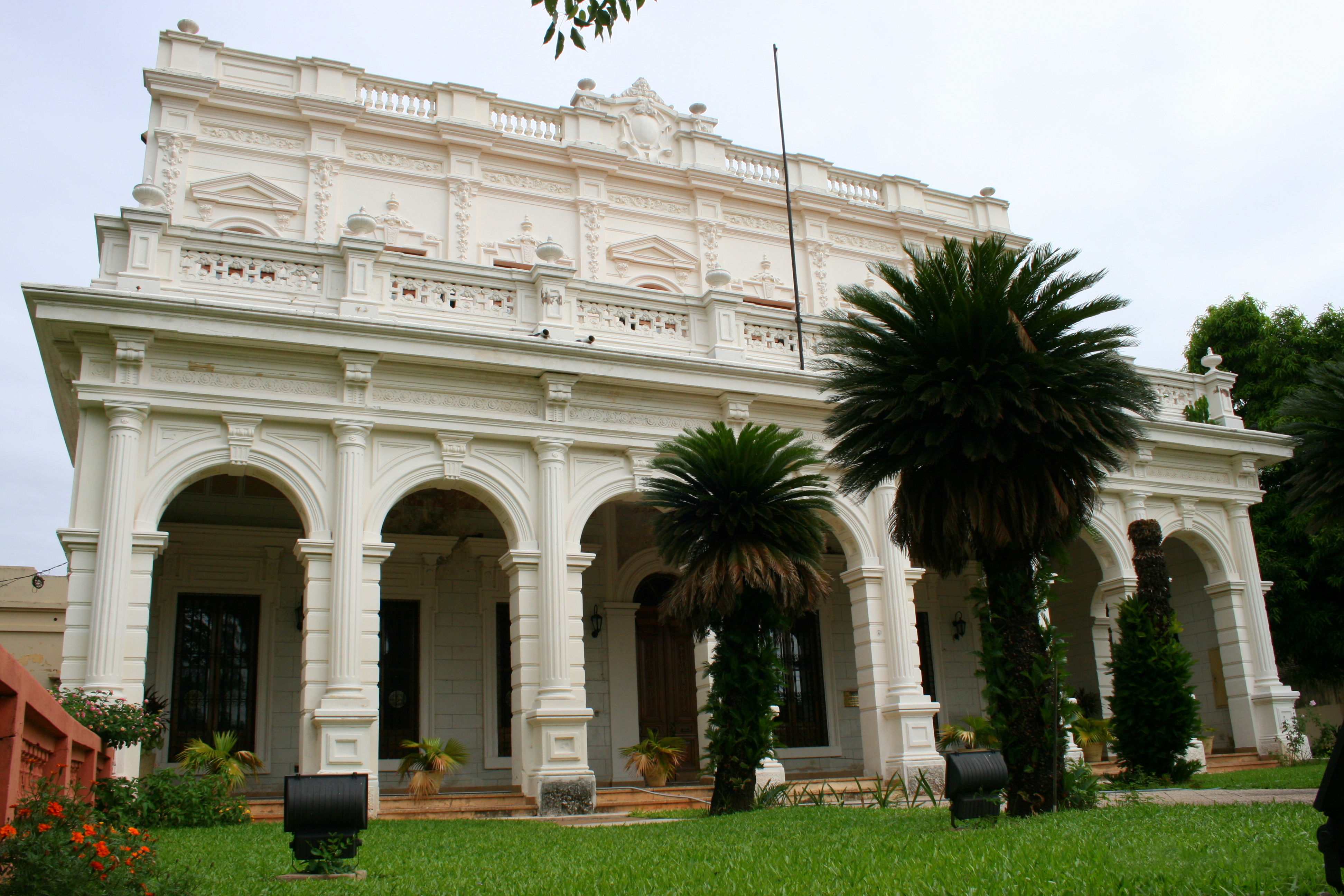
Sede da reitoria da Universidade Nacional de Assunção, fundada em 1889

A taxa de alfabetização foi de cerca de 93,6% e 87,7% dos paraguaios terminaram a quinta série de acordo com o último Índice de Desenvolvimento da Educação de 2008 pela UNESCO. A alfabetização não difere muito em função do sexo. A educação primária é gratuita, obrigatória e tem nove anos. O ensino secundário dura três anos. O Paraguai tem diversas universidades. A Universidade Nacional de Assunção foi fundada em 1890 e a Universidade Americana é uma das melhores instituições que oferecem MBA na América do Sul e no Paraguai. A taxa de escolaridade primária líquida foi de 88% em 2005. Despesa pública em educação era cerca de 4,3% do PIB no início da década de 2000.
A educação básica é gratuita e, se possível, obrigatória para crianças com idades entre sete e 13. Embora os números oficiais de registro sejam elevados, a taxa de evasão escolar também é alta. Mais de noventa por cento da população é alfabetizada, embora a alfabetização funcional seja provavelmente menor. As duas universidades mais antigas, a pública Universidade Nacional de Assunção (1890) e a privada Universidade Católica de Nossa Senhora de Assunção (1960), situam-se em Assunção, com filiais em outras cidades. Essas universidades também têm escolas especiais para engenharia, medicina, agricultura, comércio e ciência veterinária. Desde o início da década de 1990, o número de universidades privadas tem aumentado. Pelo menos metade de todos os licenciados são do sexo feminino. Os gastos do governo com a educação aumentaram após a exigência constitucional de 1992, que exigiu porções de um quinto do orçamento do governo para esse fim. No entanto, o número de escolas ainda é insuficiente, especialmente nas zonas rurais e recursos de ensino são insuficientes em todo o país.

## Cultura

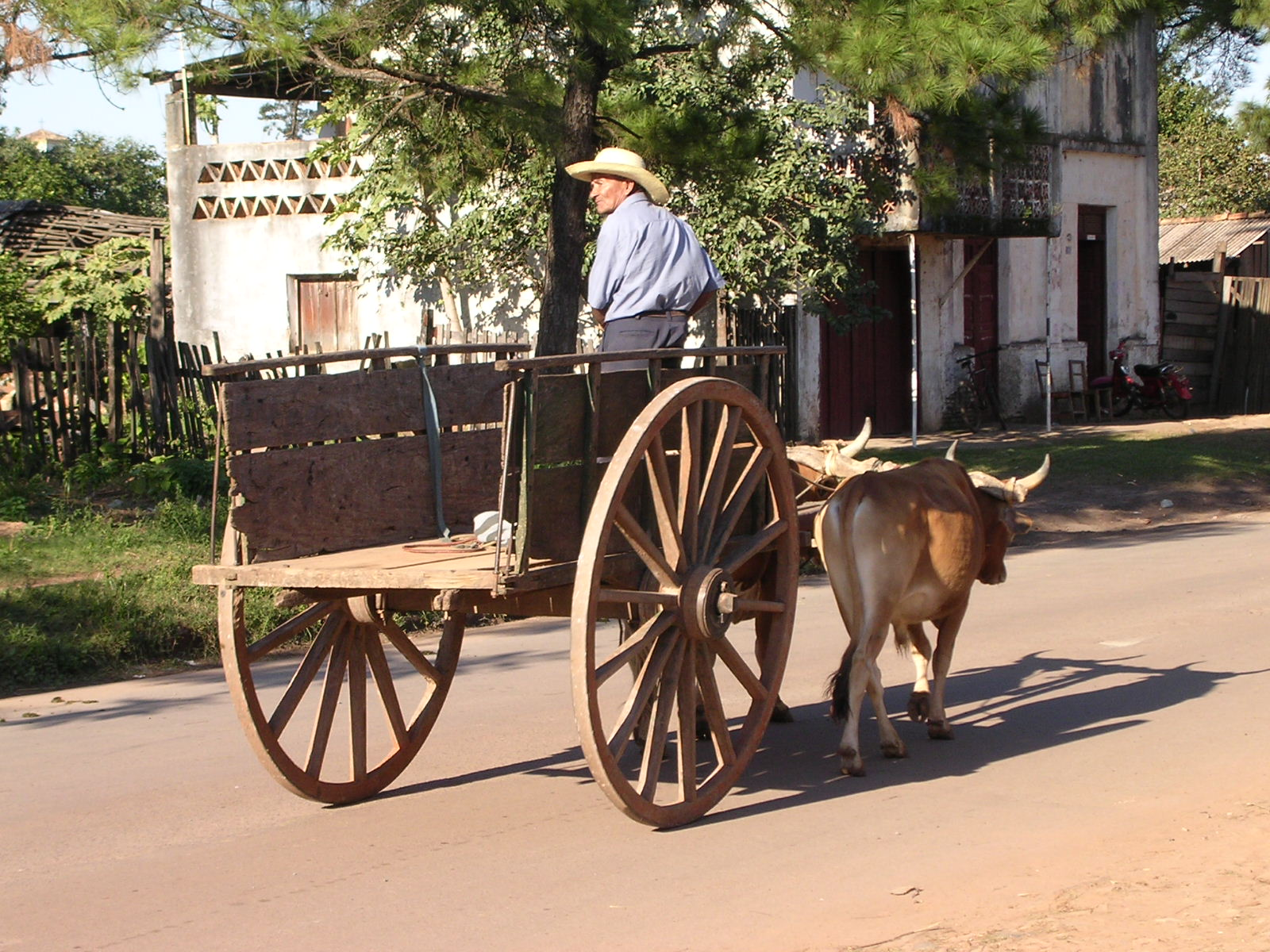
Carreta tradicional

A característica marcante da cultura paraguaia é a persistência da tradição guarani, entrelaçada com a hispânica. Embora as publicações em guarani sejam numerosas, a maioria da população conhece os dois idiomas. O guarani é empregado como linguagem doméstica e o espanhol na vida oficial e comercial.
As duas maiores e mais tradicionais universidades são a Nacional de Assunção, fundada em 1890 e a Católica, em 1960. A maioria dos paraguaios professa o catolicismo, mas outros cultos são tolerados. As principais instituições culturais do país estão na capital: a Academia Nacional de Belas-Artes, o Conservatório Nacional de Música, a Orquestra Sinfônica de Assunção, a Biblioteca Nacional e o Museu de História Nacional e Etnografia. São famosas as qualidades melódicas da música popular paraguaia, que, em vez da influência africana de outras nações americanas, manteve traços da cultura guarani, particularmente as guarânias, acompanhadas por violão e de ritmo dolente.
O isolamento do país durante boa parte do século XIX não foi propício ao desenvolvimento literário. Guerras cruentas motivaram uma literatura de exacerbado nacionalismo e os autores que divergiam essa linha eram ignorados ou tachados de derrotistas, o que levou muitos deles a abandonarem o país. Só na década de 1940 surgiu o primeiro grupo poético coerente, com obra reconhecida, Óscar Ferreyro e Augusto Roa Bastos, entre outros autores. Em 1952, Gabriel Casaccia publicou em Buenos Aires La babosa (A lesma), primeiro grande romance de um autor paraguaio. Outros romancistas surgidos mais tarde foram Jorge Rodolfo Ritter e Juan Bautista Matto.
As missões jesuíticas instaladas no Paraguai do início do século XVII até 1767 cobriram o país de notáveis obras arquitetônicas, a maioria das quais, no entanto, foram reduzidas a ruínas. Outras sobrevivem e permitem apreciar o esplendoroso desenvolvimento, na região, do barroco colonial.

### Literatura

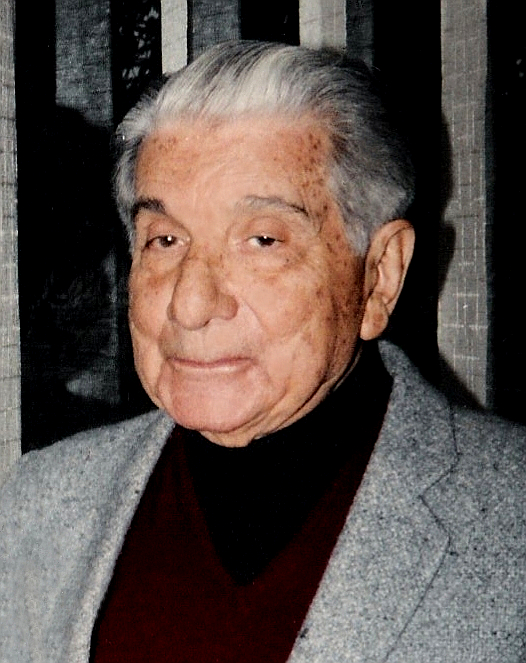
Augusto Roa Bastos, escritor paraguaio ganhador do Prêmio Miguel de Cervantes

Paraguai foi terra de numerosos poetas, em especial em língua guarani. Ainda que o Paraguai das últimas décadas não tenha sido solo propício para a criação artística em geral, a poesia sempre foi o gênero literário mais prolífico das letras paraguaias. Se por "poesia atual" entendemos a produzida a partir da década de 1960, então o meio temporário do aqui incluso como "poesia paraguaia atual" abarca quase trinta anos de governo ditatorial (ditadura de Stroessner, 1955–1989) e mais dezessete anos de transição democrática (1989–presente).
A situação política, econômica e cultural resultante, bem como também as censuras e autocensuras vigentes durante a dita ditadura afetaram significativamente, tanto em quantidade como em qualidade, a produção poética interna. As detenções arbitrárias, a perseguição ideológica e a repressão política imperantes levaram ao exílio a quase um milhão de paraguaios (um terço da população) e, entre eles, a muitos escritores e artistas. A literatura do Paraguai se construiu mais com as contribuições dos exilados que com as dos escritores que viveram na pátria. Efetivamente, os dois poetas paraguaios de maior renome internacional, Hérib Campos Cervera (1905–1953) e Elvio Romero (1926–2004), escreveram praticamente toda sua obra no exílio, ambos em Buenos Aires. Considerado o poeta mais importante da promoção de 1940, Campos Cervera é também um dos três escritores de dito grupo (com Josefina Plá e Augusto Roa Bastos) que maior influência teve na literatura paraguaia contemporânea.

### Música e dança

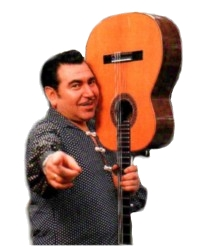
Músico paraguaio Luis Alberto del Paraná

É o único país da América do Sul onde a maioria dos habitantes fala o idioma nativo, sua música, no entanto, é fortemente influenciada pela música europeia. Entre os séculos XVII e XVIII, os jesuítas notaram que os guaranis possuíam grande vocação para a música e, em suas missões, ensinaram aos nativos os fundamentos da música europeia.
Os instrumentos mais populares são a harpa e a viola. A harpa paraguaia teve muita difusão e é conhecida em muitos países do mundo. Seus gêneros são a canção paraguaia, ou purajhei e a guarânia, caracterizada por ser uma canção lenta desenvolvida por José Asunción Flores. Um dos mais conhecidos expoentes da música paraguaia foi Luis Alberto del Paraná, que realizou várias excursões pela Europa e pelo resto do mundo por mais de trinta anos.
Para a dança, existem polcas e galopas. A polca é uma dança de casais, enquanto as galopas são dançadas por um grupo de mulheres chamadas galoperas que giram formando um círculo, balançando-se de um lado a outro com um cântaro ou um vaso em suas mãos. Desse gênero, a música mais famosa é a galopera. Outra variante é a dança da garrafa, onde a principal bailarina dança até com dez garrafas na cabeça, uma sobre outra. Também existem os valseados, uma versão local das valsas, como, por exemplo, El Chopí, Santa Fe, Taguató, Golondrina etc.

### Esportes

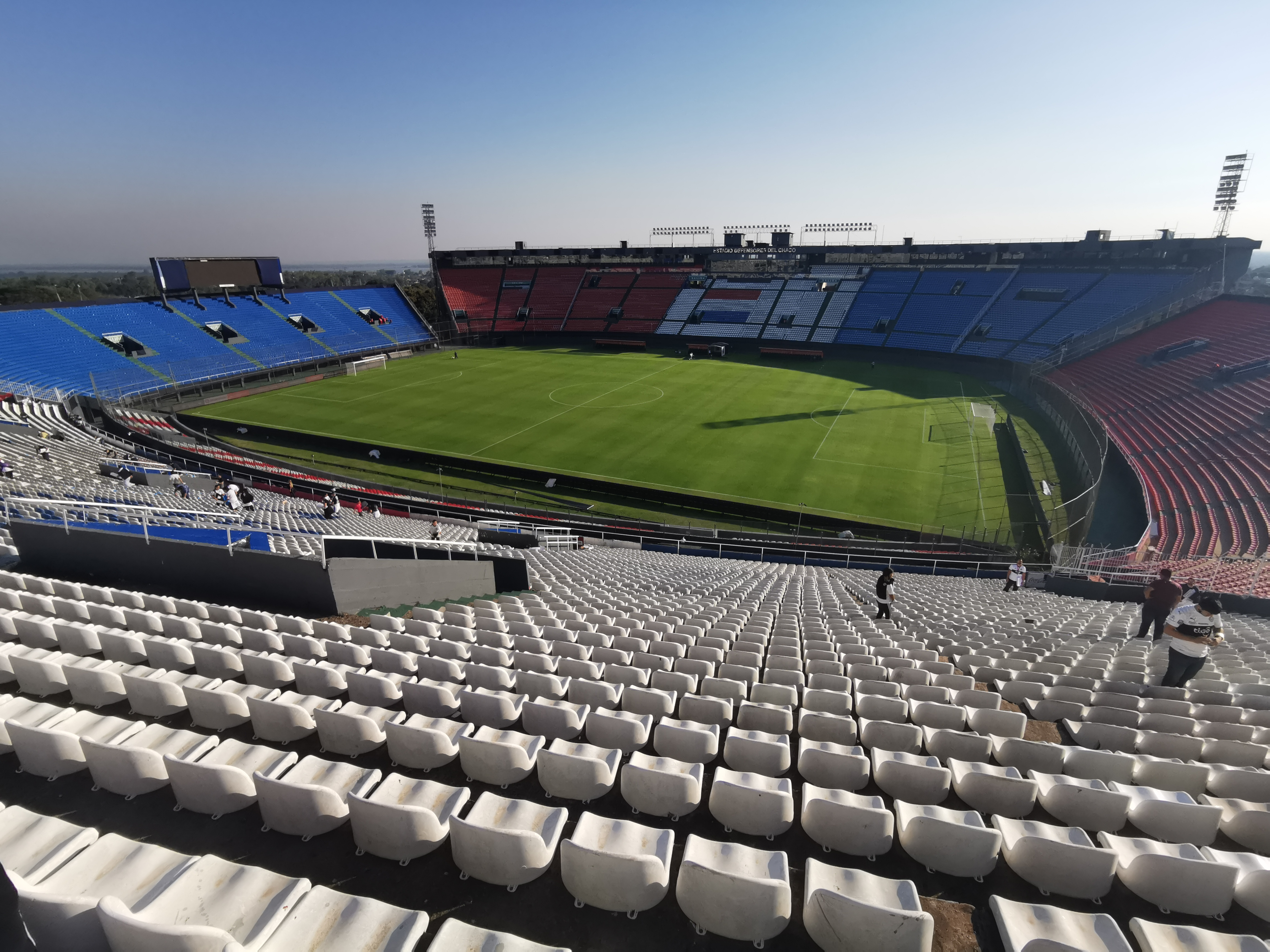
Estádio Defensores del Chaco em Assunção

O esporte mais praticado e mais popular no país é o futebol. A seleção do Paraguai é uma das mais fortes do continente, tendo sido, por duas vezes (1953 e 1979), campeã da Copa América. Também conquistou a medalha de prata nas Olimpíadas de Atenas de 2004, sendo a única no país até então. Também participou oito vezes da Copa do Mundo de Futebol, sendo sua melhor participação em 2010, quando chegou às quartas de final pela primeira vez.
No momento da criação da Liga Paraguaia de Futebol, criada em 1906, o país já possuía cinco clubes de futebol, todos sediados em sua capital e em Ypacaraí. Os torneios atléticos passaram a se desenvolver nos primeiros anos da década de 1920, época em que foi criada a Federação Paraguaia de Voleibol, em 1928. Anos mais tarde, o país fundou a Associação Desportiva Paraguaia, em 1936, tendo como seu primeiro presidente Tomás Bartrina.
Os clubes mais populares são o Olimpia, apelidado localmente de "El Decano", por ter o maior número de títulos nacionais e internacionais, sendo também o primeiro a ser fundado. Outra equipe popular é o Cerro Porteño apelidado de "El Ciclón", é a segunda equipe com maior número de títulos a nível nacional. O Libertad, apelidado de "El Gumarello", é outro dos clubes mais importantes do país, por ser o terceiro time com mais campeonatos oficiais. Outros clubes relevantes são Guaraní, Nacional, Sportivo Luqueño, Sol de América, entre outros. Por outro lado, o Paraguai é a sede da Confederação Sul-Americana de Futebol (Conmebol), na cidade de Luque. Entre os jogadores paraguaios mais conhecidos estão Arsenio Erico - considerado pela FIFA como o melhor futebolista do país de todos os tempos - José Luis Chilavert, Catalino Rivarola Méndez, Fabián Balbuena, Roque Santa Cruz, Salvador Cabañas, Carlos Gamarra, José Saturnino Cardozo, Gustavo Gómez, Romerito, Roberto Cabañas, Francisco Javier Arce Rolón, entre outros.
Depois do futebol, o esporte mais popular é o rally, cujo evento mais tradicional é o Rally Trans-Chaco, realizado desde 1971. O esporte amador que mais cresceu no país nos últimos anos é o rugby. Outros esportes praticados são basquetebol, hóquei, vôlei, handebol, remo, golfe, patinação artística sobre rodas e natação, cujo principal representante é Benjamin Hockin.
No tênis, Víctor Pecci venceu o Torneio de Roland Garros na categoria júnior em 1973 e foi vice-campeão na categoria profissional em 1979. Rossana de los Ríos repetiu Pecci em 1992 com o título júnior de Roland Garros. Na Copa Davis, o Paraguai competiu pela primeira vez na edição de 1931, e só voltou a competir em 1982. Seu melhor resultado foi chegar às quartas de final do Grupo Mundial por quatro vezes, em 1983, 1984, 1985 e 1987.

### Feriados
| Data           | Nome em português          | Nome local (em castelhano)      | Observações                                                  |
| -------------- | -------------------------- | ------------------------------- | ------------------------------------------------------------ |
| 1 de janeiro   | Ano Novo                   | Año Nuevo                       |                                                              |
| 6 de janeiro   | Dia dos Reis               | Día de los Reyes                |                                                              |
| 3 de fevereiro | Dia do Patrono do Paraguai | Dia del Patrono del Paraguay    |                                                              |
| 1 de março     | Dia dos Heróis             | Día de los Héroes               |                                                              |
| (varia)        | Quinta e Sexta-feira Santa | Jueves y Viernes Santo          |                                                              |
| 1 de maio      | Dia dos Trabalhadores      | Dia de los Trabajadores         |                                                              |
| 15 de maio     | Dia da Independência       | Dia de la Independencia         |                                                              |
| 12 de junho    | Dia da Paz no Chaco        | Dia de la Paz del Chaco         |                                                              |
| 14 de agosto   | Dia da bandeira            | Día de la Bandera               |                                                              |
| 15 de agosto   | Fundação de Assunção       | Dia de la Fundación de Asunción | Aniversário da capital nacional                              |
| 16 de agosto   | Dia das crianças           | Día de los Niños                | Crianças ficam em casa                                       |
| 29 de setembro | Dia da Batalha de Boquerón | Dia de la Batalla de Boquerón   |                                                              |
| 8 de dezembro  | Dia da Virgem de Caacupé   | Dia de la Virgen de Caacupé     |                                                              |
| 25 de dezembro | Natal                      | Navidad                         | Celebração do nascimento de Jesus Cristo na religião cristã. |